# Avallon
Pour les articles homonymes, voir Avalon (homonymie).
Avallon est une commune française située dans le département de l’Yonne, dont elle est, avec Sens, une des deux sous-préfectures, en région Bourgogne-Franche-Comté (sud-est de Paris). Elle est incluse dans le parc naturel régional du Morvan.
Les habitants, appelés les Avallonnais, sont au nombre de 6 346 en 2022. L'aire d'attraction d'Avallon compte 24 470 habitants en 2022 et est composée de 74 communes.

## Géographie

### Situation
Avallon est située dans le sud du département de l'Yonne, à 51 km au sud de sa préfecture Auxerre. Le département de la Côte-d'Or est à 16 km au sud-est (direction Rouvray) ; celui de la Nièvre est à 9 km au sud-ouest (direction Domecy-sur-Cure).
La ville, chef-lieu d’arrondissement, est située sur un plateau dominant la vallée du Cousin. Sa superficie est d’environ 2 673 hectares, pour une altitude comprise entre 163 et 369 mètres. Elle s’est établie sur les collines surplombant la vallée du Cousin.

### Communes limitrophes
La commune est limitrophe au nord des communes d'Étaule et d'Annéot à l’est de la commune de Magny ; au sud elle est bordée par Saint-Germain-des-Champs ; à l’ouest par Pontaubert et Vault-de-Lugny.
| Pontaubert     | Annéot, Étaule           | Sauvigny-le-Bois |
| Vault-de-Lugny | Avallon                  | Magny            |
| Island         | Saint-Germain-des-Champs |                  |

### Description
D’une superficie 26,75 km2, Avallon est partagée en quatre quartiers.

L'historien Victor Petit décrit la ville ainsi  :
« Avallon, ville d’origine extrêmement ancienne, est bâtie dans une situation remarquablement pittoresque. Aussi jugeons-nous utile de mettre sous les yeux de nos lecteurs une carte topographique des environs d’Avallon, un plan de l’ancienne ville et enfin une vue panoramique de la ville actuelle. La vue d’ensemble, prise du haut du parc des Alleux peut donner une idée générale de l’aspect agreste et charmant de la haute colline rocheuse sur le sommet de laquelle se développe la ville tout entière (…).

Vers le centre du dessin on remarque les deux principaux monuments d’Avallon : l’église de Saint-Lazare, et, un peu sur la gauche, la tour de l’Horloge. En avant du clocher de Saint-Lazare se trouvent les restes de l’église Saint-Pierre. Un peu à gauche est le tribunal donnant sur la rue Bocquillot et aboutissant à la Petite-Porte en avant de laquelle on voit la charmante promenade dite Terreau de la Petite-Porte. La tour Gaujard  est à gauche ; l’Eperon fortifié, qui domine la route de Lormes, est à droite et domine les beaux escarpements de roches granitiques qui plongent jusqu’au fond de la vallée. Le chevet de l'église Saint-Lazare cache le vaste bâtiment des  Ursulines. La tour qui est en face porte le nom de l’Escharguet.
Plus à droite se voit une autre tour s’élevant au-dessus d’une énorme muraille défensive très bien conservée ainsi que sa petite guérite en pierre. Un peu plus à droite, on voit l’église neuve de Saint-Martin. Plus à droite encore, et précédée de quelques arbres verts, on remarque la sous-préfecture. Enfin, à l’extrémité du dessin, on aperçoit l’ancienne église Saint-Martin. En avant s’étend un immense terrain rocheux et ondulé qu’on nomme Les Chaumes. Le versant rapide de cette colline forme, à gauche, le vallon profond qui isole et borde, à l’est, tout un côté de la ville. Le fond de ce vallon est occupé par un petit cours d’eau venant de l’étang des Minimes. Une route longe ce ruisseau, qui traverse un groupe de maisons formant le faubourg de Cousin-La-Roche.
À droite, on voit la route de Quarré-les-Tombes, aboutissant au Pont-Claireau. Le cours du Cousin, divisé par plusieurs îles, occupe le premier plan (…) Remontons à la tour de l’Horloge. Derrière la tour Gaujard, mais à 700 mètres au-delà, se trouve l’Hôpital (…) À gauche de la maison d’école, on voit le  Terreau de la Porte-Neuve. Au-dessous on reconnaît la bordure de la route de Lormes, contournant, en écharpe, le flanc cultivé de la montagne, et descendant droit au grand pont du Cousin, par le fond du vallon de l’ouest, arrosé par le petit cours d’eau du Pautot ou de Touillon. On entrevoit ce pont à la base de beaux escarpements de roches de la colline dite La Morlande, au sommet de laquelle s’élève une maison bourgeoise, qui, en construction en 1830, a pris le nom de Maison-d’Alger.

En avant du pont du faubourg de Cousin-le-Pont, s’élance d’une rive à l’autre la belle arche construite pour le passage des tuyaux des fontaines remontant au niveau de la ville après être descendus d’un plateau un peu plus élevé. C’est à l’extrémité de ce plateau que s’élève la belle maison des Alleux, placée au sommet de magnifiques escarpements de roches (…) Le camp des Alleux se trouve tout à fait en dehors de notre panorama et ainsi l’étroite et tortueuse vallée du Cousin est oubliée. La vallée n’est belle que vue de la ville, et la ville n’est réellement belle que vue de la vallée »

### Hydrographie
Avallon est traversée par un cours d'eau naturel à l'air libre : le Cousin. La commune reçoit en moyenne 807 mm de pluie par an.
Le Cousin venant du Sud a un débit moyen de 0,6 à 8,3 m3/s. Il peut alors se produire des inondations, mais elles sont rares et localisées. Le débit du Cousin a été observé sur une période de 26 ans (1994-2020), à la station hydrologique d'Avallon.
Le module de la rivière à Avallon est de 3,9 m3/s. La surface étudiée du bassin versant à cet endroit est de 347 km2, soit 95 % du bassin versant total de 366 km2.
Le Cousin présente des fluctuations saisonnières de débit moyen typiques des rivières du sud-est du bassin parisien (Yonne, Arroux, Cure, Armançon et aussi Dheune et Ouche). Les hautes eaux se déroulent en hiver, et portent le débit mensuel moyen à un niveau de 3,9 à 8,3 m3/s, de décembre à mars inclus (avec un maximum en février), et des basses eaux d'été, de juillet à septembre, avec une baisse du débit mensuel moyen jusqu'au niveau de 0,6 m3/s au mois d'août. Mais ces moyennes mensuelles cachent des variations en réalité bien plus importantes.
Les hauteurs d'eau les plus importantes sont de 2,7 m le 20 janvier 1910, de 2,23 m le 14 mars 2001 et de 1,81 m le 31 mai 2016. Les débits les plus importants enregistrés sont de 91 m3 le 14 mars 2001 et de 61 m3 le 31 mai 2016.

Le Cousin à Avallon dans le sens du courant
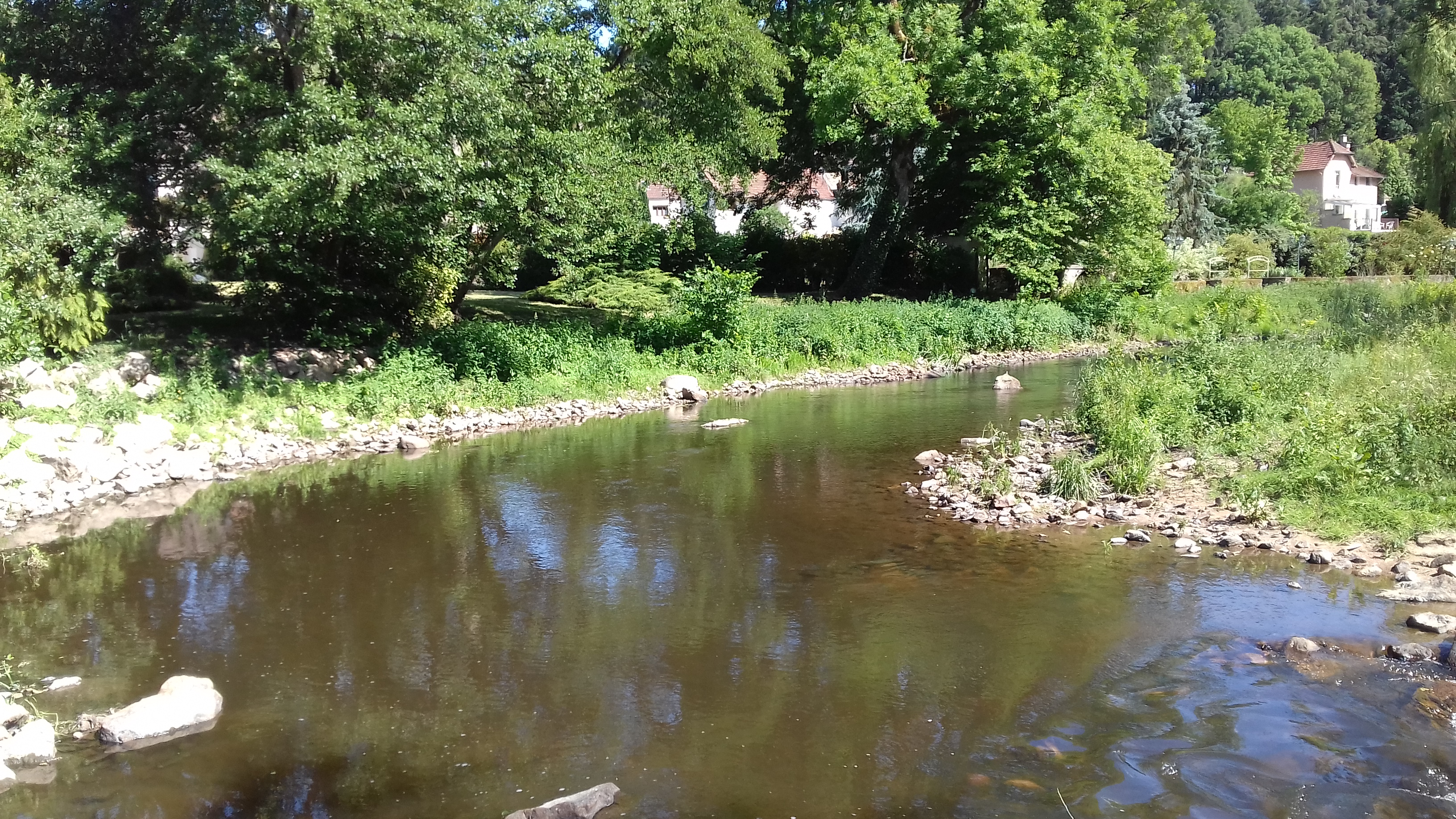
Miroir d'eau en amont de l'échancrure.
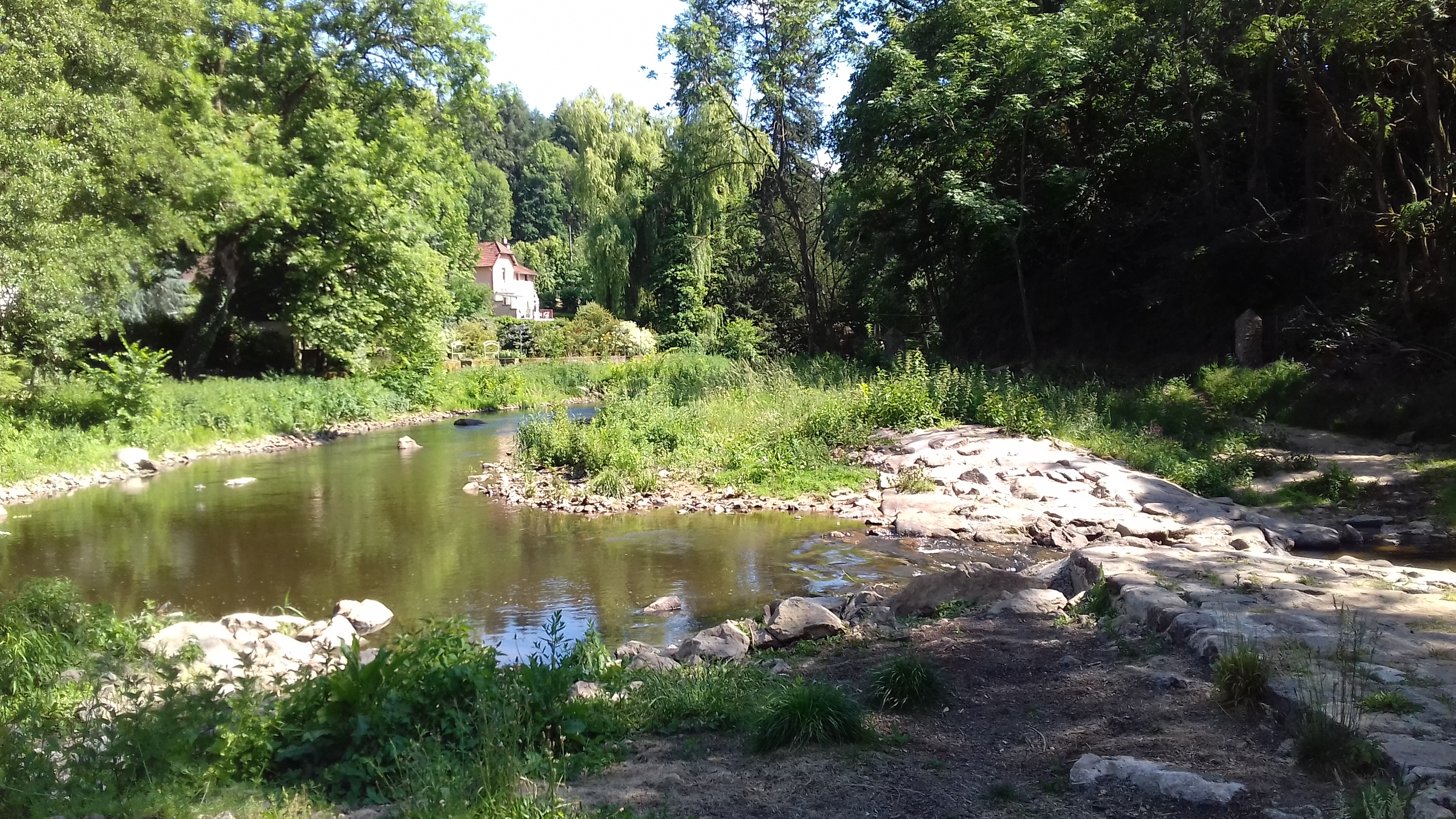
Seuil d'un ancien moulin.
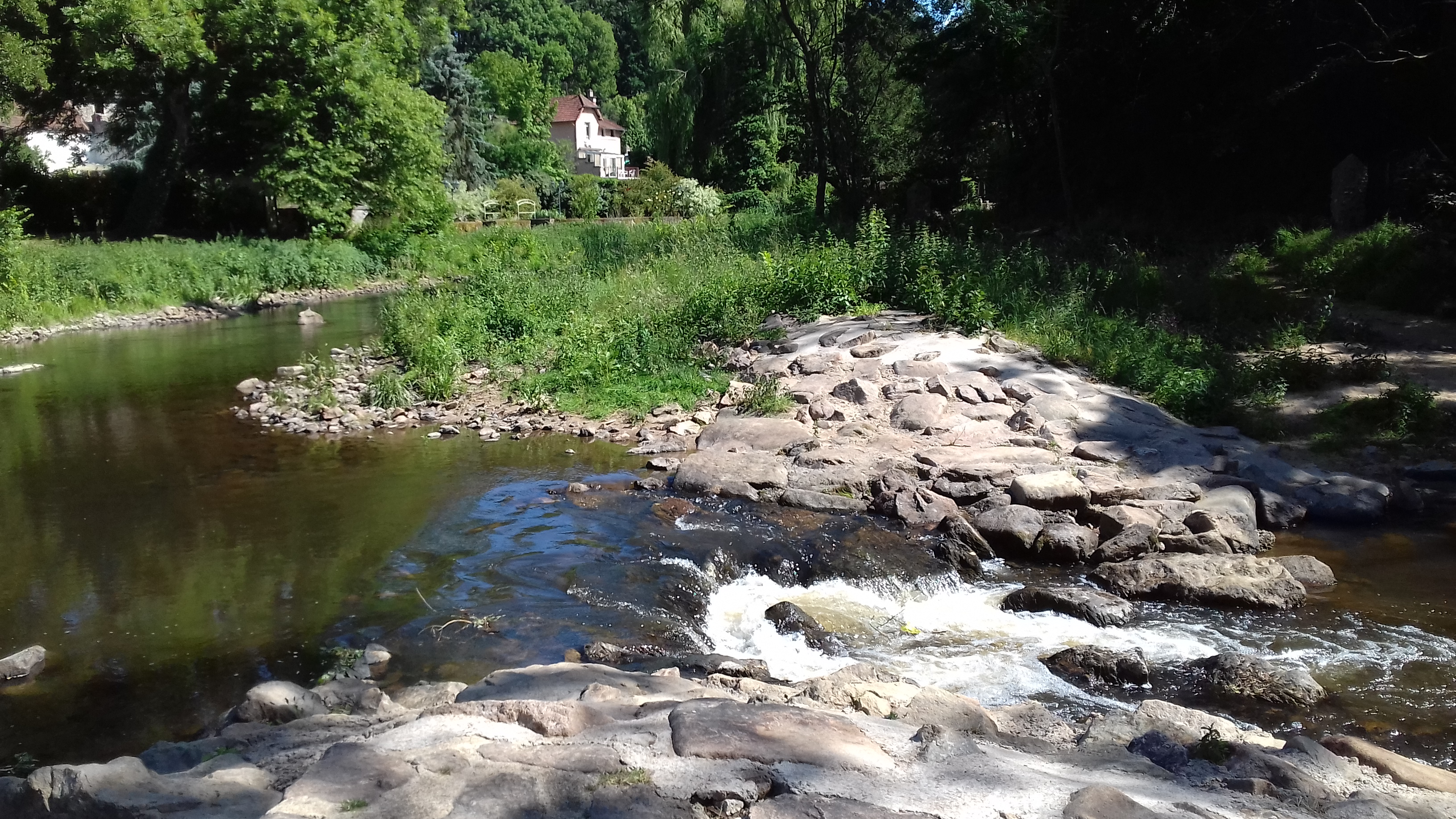
Échancrure dans le seuil.
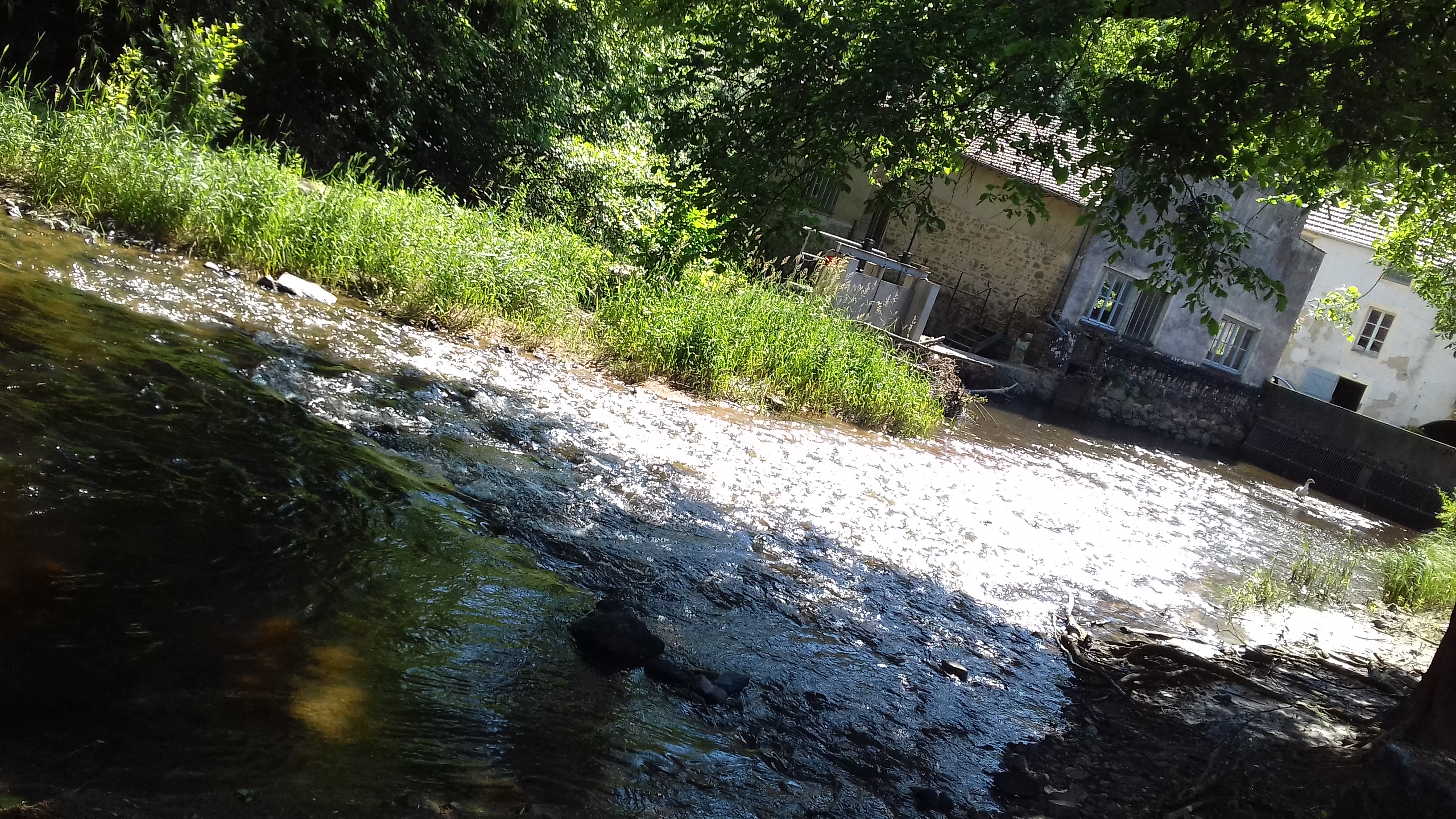
Moulin Brenot et passe à poissons rustique.
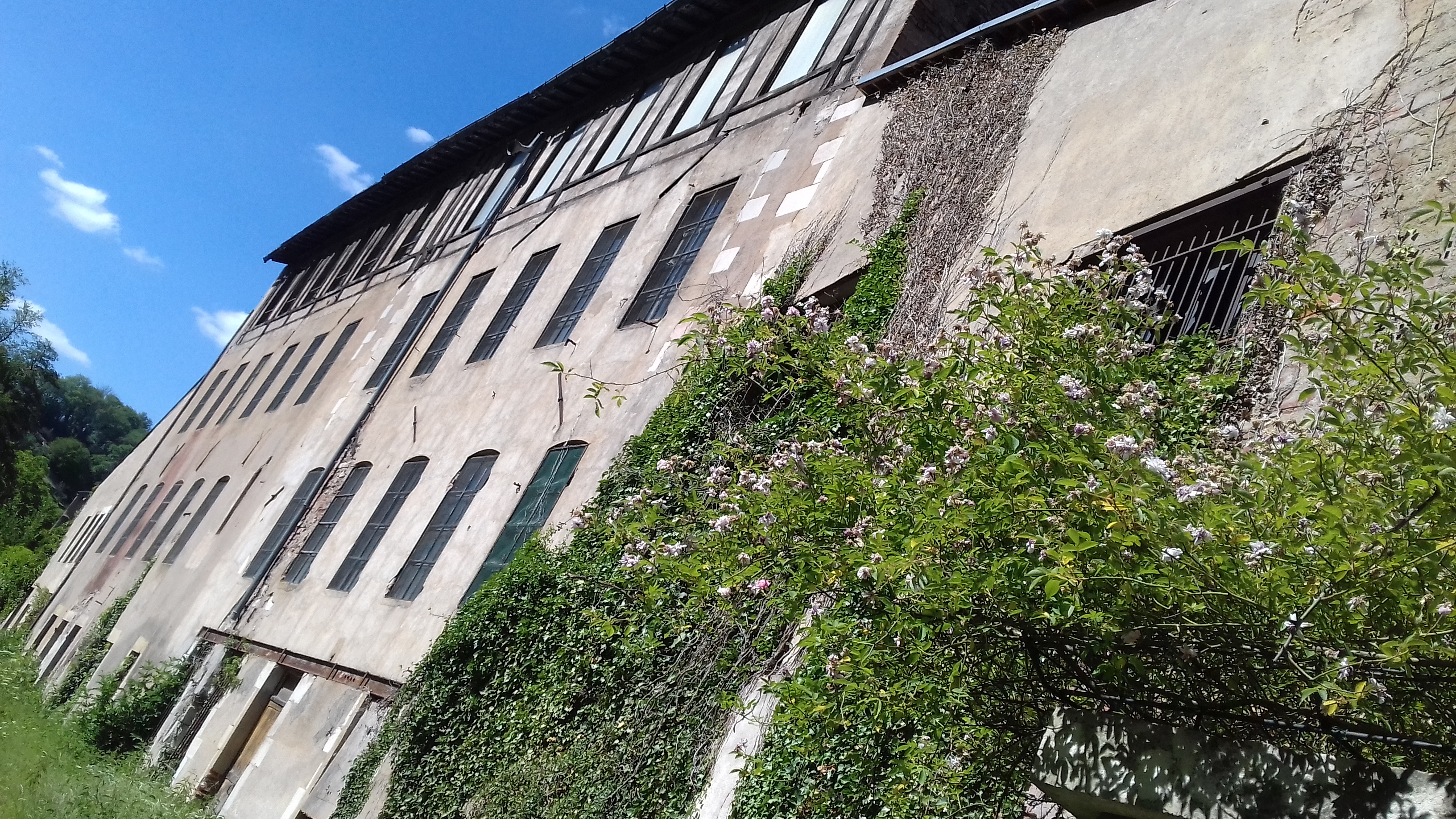
Ancienne tannerie le long du Cousin.
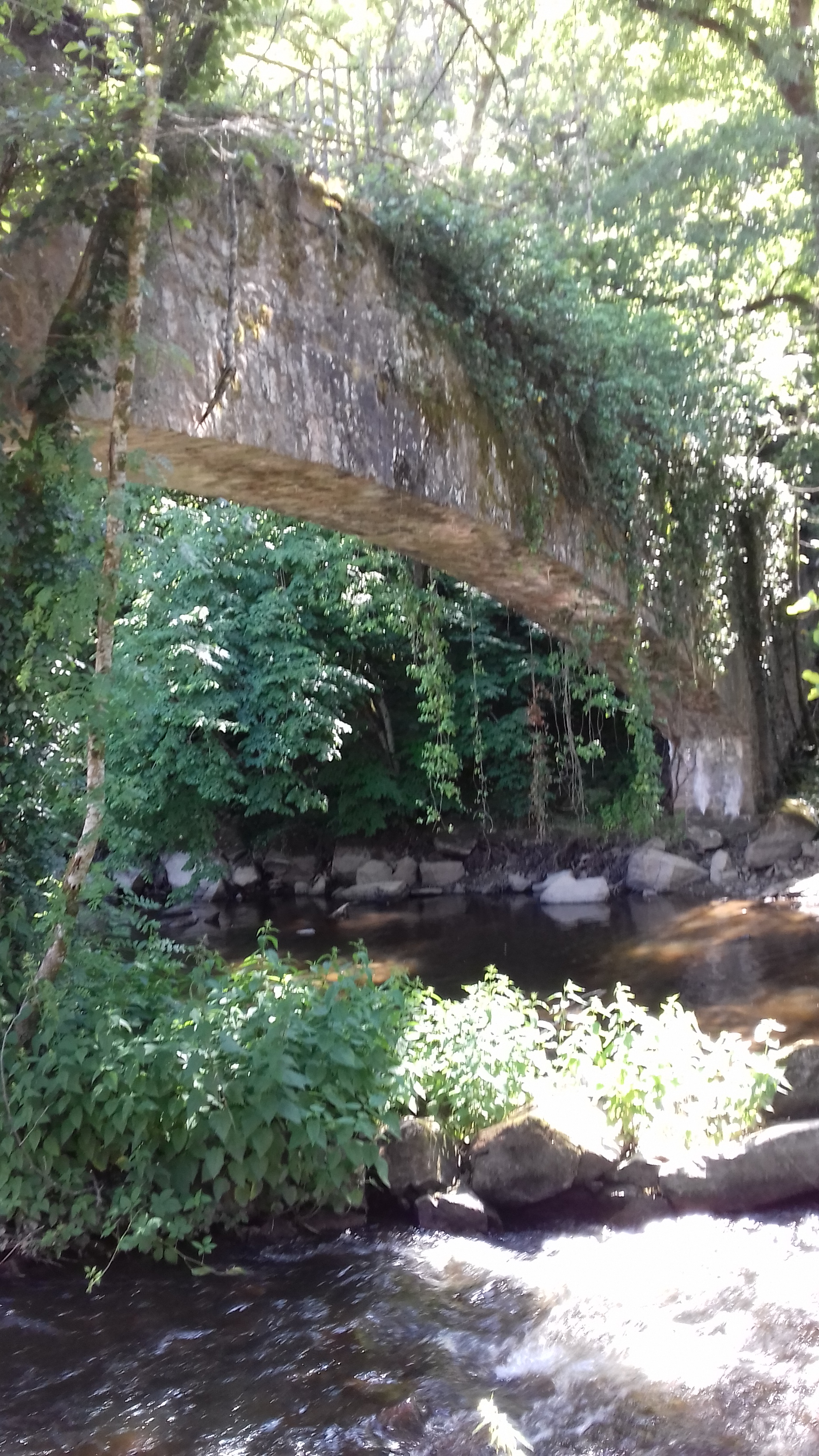
Arche, près des anciennes tanneries.

### Climat
Pour des articles plus généraux, voir Climat de la Bourgogne-Franche-Comté et Climat de l'Yonne.
En 2010, le climat de la commune est de type climat océanique dégradé des plaines du Centre et du Nord, selon une étude du Centre national de la recherche scientifique s'appuyant sur une série de données couvrant la période 1971-2000. En 2020, Météo-France publie une typologie des climats de la France métropolitaine dans laquelle la commune est exposée à un climat océanique altéré et est dans la région climatique Lorraine, plateau de Langres, Morvan, caractérisée par un hiver rude (1,5 °C), des vents modérés et des brouillards fréquents en automne et hiver.
Pour la période 1971-2000, la température annuelle moyenne est de 10,4 °C, avec une amplitude thermique annuelle de 15,9 °C. Le cumul annuel moyen de précipitations est de 863 mm, avec 12,5 jours de précipitations en janvier et 8,4 jours en juillet. Pour la période 1991-2020, la température moyenne annuelle observée sur la station météorologique de Météo-France la plus proche, « St André », sur la commune de Saint-André-en-Terre-Plaine à 11 km à vol d'oiseau, est de 11,3 °C et le cumul annuel moyen de précipitations est de 849,9 mm. 
La température maximale relevée sur cette station est de 41,3 °C, atteinte le 24 juillet 2019 ; la température minimale est de −16 °C, atteinte le 20 décembre 2009,,.
Les paramètres climatiques de la commune ont été estimés pour le milieu du siècle (2041-2070) selon différents scénarios d'émission de gaz à effet de serre à partir des nouvelles projections climatiques de référence DRIAS-2020. Ils sont consultables sur un site dédié publié par Météo-France en novembre 2022.

## Urbanisme

### Typologie
Au 1er janvier 2024, Avallon est catégorisée petite ville, selon la nouvelle grille communale de densité à sept niveaux définie par l'Insee en 2022.
Elle appartient à l'unité urbaine d'Avallon, une unité urbaine monocommunale constituant une ville isolée,. Par ailleurs la commune fait partie de l'aire d'attraction d'Avallon, dont elle est la commune-centre,. Cette aire, qui regroupe 74 communes, est catégorisée dans les aires de moins de 50 000 habitants,.

### Occupation des sols
L'occupation des sols de la commune, telle qu'elle ressort de la base de données européenne d’occupation biophysique des sols Corine Land Cover (CLC), est marquée par l'importance des forêts et milieux semi-naturels (44,6 % en 2018), une proportion identique à celle de 1990 (44,6 %). La répartition détaillée en 2018 est la suivante : 
forêts (44,6 %), prairies (33,2 %), zones urbanisées (10,8 %), zones industrielles ou commerciales et réseaux de communication (5,7 %), terres arables (4,8 %), zones agricoles hétérogènes (1 %). L'évolution de l’occupation des sols de la commune et de ses infrastructures peut être observée sur les différentes représentations cartographiques du territoire : la carte de Cassini (XVIIIe siècle), la carte d'état-major (1820-1866) et les cartes ou photos aériennes de l'IGN pour la période actuelle (1950 à aujourd'hui).

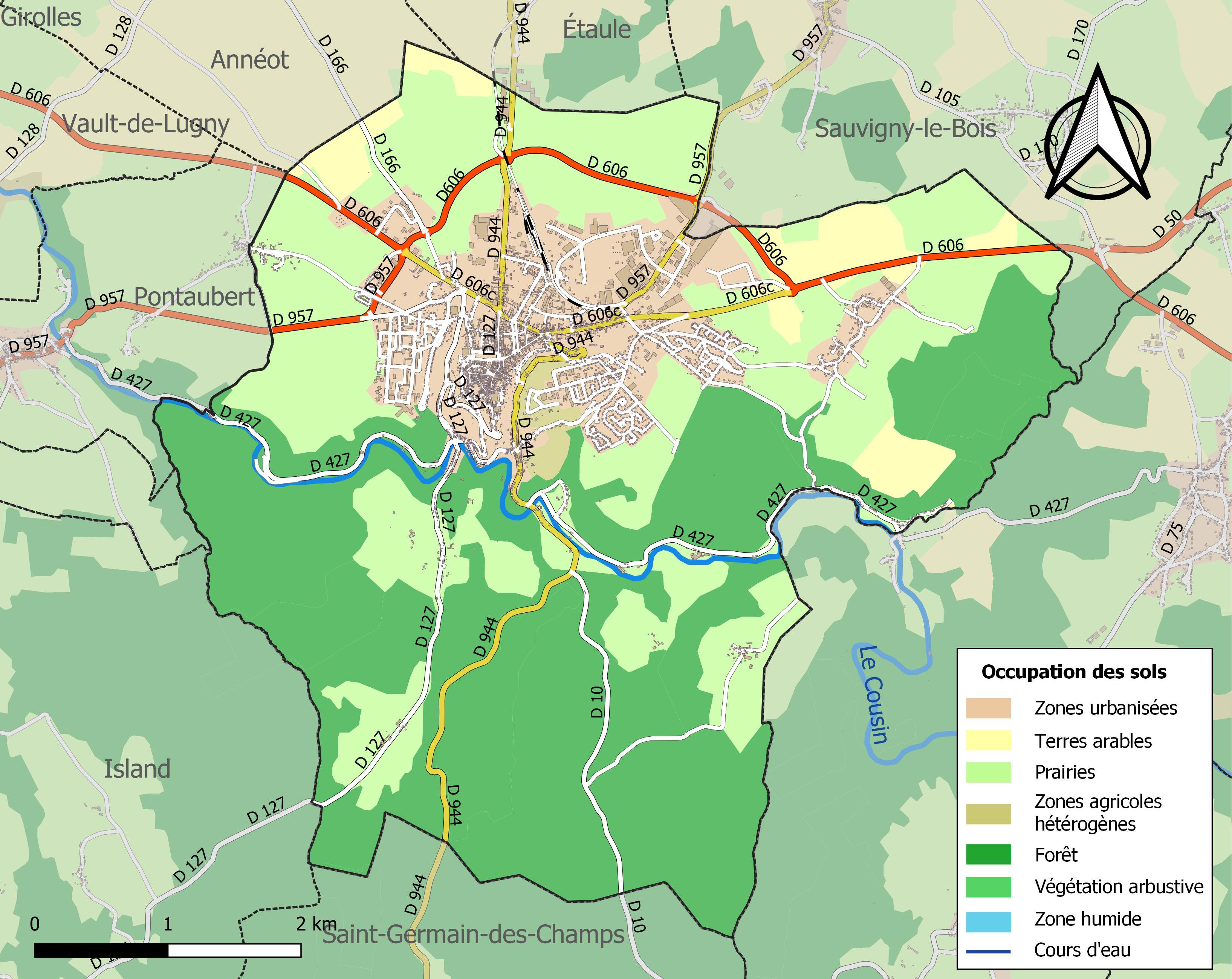
Carte des infrastructures et de l'occupation des sols de la commune en 2018 (CLC).

### Voies de communication et transports

#### Accès routier
La sortie no 22 de l'autoroute A6 est à 8 km à l'est.
La ville est traversée par la D 606 reliant Rouvray (Côte-d'Or) à 18 km au sud-est et Auxerre au nord ; et par la D 957 reliant Rougemont (Côte-d'Or) et la D 905 (près de Montbard) à l'est, et Vézelay à l'ouest.
La ville dispose d'une rocade, longue de 3,6 km en 2x1 voie construite entre 2004 et 2014 pour un coût de douze millions d'euros. Ainsi la rocade contourne la moitié de la ville par l'Est. Elle relie les différents accès de la ville par les départementales menant à Auxerre, Tonnerre et Lyon.

#### Autres accès
La gare d'Avallon est sur les lignes de Cravant - Bazarnes à Dracy-Saint-Loup et anciennement sur la ligne Avallon à Nuits-sous-Ravières.
L'aérodrome d'Avallon est à 1,5 km au nord de la ville.

## Toponymie
Le nom d'Avallon est attesté sous la forme Aballo au IVe siècle,, il apparaît pour la première fois sur une monnaie du peuple des Éduens. Cette monnaie (n° 5559 du Département des Médailles de la BNF) porte en réalité la légende Caballo, comme on le voit mieux sur la médaille n° 5961 de la BNF, identique, mais avec un C, mieux frappé. Ensuite l’itinéraire d’Antonin mentionne Aballone et la table de Peutinger Aballo. Jusqu'au milieu du XIXe siècle, le nom s'écrit indifféremment avec un l ou deux l.
Le toponyme est généralement considéré comme issu du nom de la « pomme » en gaulois suivi du suffixe du neutre -on.
Cependant des recherches plus récentes montrent qu’aballo- signifie plus précisément « pommier », le simple abalo- (un seul « l ») signifiant « pomme » (cf. gallois afall, breton avalenn « pommier » ; gallois afal, breton aval « pomme »). La terminaison toponymique -o/-on, d'où Avallon, est un suffixe neutre localisant et Avallon se comprend donc comme « la pommeraie » ou « le verger ». Le nom commun érable conserve peut-être la trace du gaulois abalo-, puisqu’il serait issu d'un composé latin gaulois acer-aballo (latin médiéval acerabulus « érable », VIIe siècle) littéralement « érable-pommier », mode de composition que l'on retrouve par exemple dans le vieil irlandais fic-abull « figuier-pommier » → « figuier » ou le gallois cri-afol « sorbier des oiseaux », etc.
Le mot a la même racine que le nom du dieu-arbre Abellio(n), patron de la bonne fructification et protecteur des arbres fruitiers en général.
Le nom et l'orthographe d’Avallon ont fait l’objet d’une récente étude approfondie de Rémi Rouquette . Elle confirme qu'il existe de nombreux Aval(l)on en France, communes ou lieux-dits, ce qui renvoie aux pommeraies (ou plus largement aux vergers), voire peut-être à un dieu celte agraire (non attesté dans la région), la pomme étant symbole du paradis celte. Quant au nombre de « l » qui oppose Avallon de l’Yonne à Avalon de la légende arthurienne (clairement rattaché au paradis celte) : l’usage en l ou ll est indifférent jusqu’au XIXe siècle, avec une préférence « l » pour les élites parisiennes, « ll » pour celles de Bourgogne. Cette orthographe ne s’impose légalement qu’avec le cadastre de France en 1834.

## Histoire

### Antiquité
Le site est déjà occupé avant l’époque romaine. La présence d’un oppidum du peuple gaulois des Éduens en offre le témoignage.
Il semble que la ville dépendait de la province d’Autun. Le Morvan avallonnais a dû jouer un rôle attractif pour les riches familles gallo-romaines venues d’Autun avec ses sources nombreuses et ses immenses forêts. La ville étant facilement accessible grâce à la via Agrippa construite pour relier Lyon à Boulogne-sur-Mer et, à ce titre, elle figure sur la table de Peutinger.
Une mention d'Aballone figure sur un répertoire de voies romaines du IIIe siècle, l'Itinéraire d'Antonin p360. À cette époque la ville comporte un temple, un tribunal et un théâtre.

### Moyen Âge

Les pagi bourguignons au IX.

#### Haut Moyen Âge
Au VIIe siècle, le moine Jonas mentionne un château nommé Cabalonem Castrum cacographie pour Abalonem castrum. Mais ce dispositif d'avertissement défensif n'empêche pas des invasions sporadiques de déferler sur la cité : 
- les Sarrasins venus d'Espagne en 731 en Occitanie et y demeurant dans des réduits, tentent des raids parfois fructueux au cœur de la Bourgondie au milieu du VIIIe siècle ;
- les bandes vikings multiplient leurs incursions après 843.

Les habitants, effrayés, décident d'entourer Avallon d'une grande muraille.
Avallon est alors le chef-lieu du pagus Avalensis. Le sort de la bourgade est lié à celui de la Bourgondie : tantôt royaume indépendant, tantôt réuni au royaume d’Austrasie (jusqu’au IXe siècle). En 806 Charlemagne, dans un capitulaire, fait don d’Avallon et de l’Auxois à son fils Louis le Débonnaire. En 817, celui-ci le transmet à son fils Pépin.
Le Château est pris par la Reine Emma (ou Edme, selon Courtépée), épouse du roi Raoul vers 931 ou 933 ou peut-être deux fois.
En 931, le duc de Bourgogne Gislebert part en guerre contre le roi des Francs Raoul, son beau-frère, qui s’est emparé d’Avallon et l’a annexé au comté d’Auxerre.
À la fin de l'époque carolingienne, la ville est ravagée par les vikings.

#### Moyen Âge central
En 1005, le roi Robert le Pieux veut garder le duché de Bourgogne face à Landry de Nevers et à Otte-Guillaume : Avallon est assiégée et prise par l'armée royale la même année. Une fois la ville prise, le château est détruit. La ville retombe aux mains du duché de Bourgogne en 1032, peu après la mort du roi Robert en 1031.
Au XIIe siècle, la ville se dote de nouveaux remparts.
Les habitants, serfs ou bourgeois, appartiennent alors à trois maîtres différents : le duc de Bourgogne ; l'abbé de Saint-Martin (l'abbaye ou prieuré St-Martin d'Avallon dépendait de l'abbaye Saint-Martin d'Autun) ; les chanoines de St-Lazare (la collégiale d'Avallon dépendait de Cluny et de l'évêché d'Autun, donc de la cathédrale Saint-Lazare).
En 1200, le duc de Bourgogne Eudes III affranchit les habitants d’Avallon et leur octroie une charte de commune. C'est ensuite l’abbé de Saint-Martin qui imite le duc. Par contre les chanoines, conservateurs, ne cèdent que beaucoup plus tard et sous la contrainte. Ils obtiennent « le droit de nommer quatre échevins pour régir, gouverner, manier, administrer la ville et subvenir à ses affaires et négoces, celui de présenter au choix du roi un capitaine ou lieutenant pour leur défense, et, quand le tiers état est admis aux Etats de Bourgogne, aux alentours du XIVe siècle, d'y envoyer deux députés ». En 1232 est passée une transaction entre les maîtres et frères de la léproserie d'Avallon et l'abbé de l'abbaye Saint-Martin d'Autun.
Au cours du Moyen-Âge, des citernes et des puits sont installés dans les maisons, la ville disposant de seulement deux sources d'eau : la Morlande et la source Beurdelaine.

#### Bas Moyen Âge
Malgré une amélioration et un agrandissement des remparts du XIIe siècle, Avallon n'échappe pas aux violences engendrées par la guerre de Cent Ans. En 1359, le roi Édouard III d'Angleterre, après avoir bousculé les troupes bourguignonnes à Montréal, s'installe dans l'ancien château de Guillon, d'où il ravage l'Avallonnais. Malgré le traité de Guillon et le départ des Anglais, des bandes de mercenaires continuent à piller la région.
Au commencement du XVe siècle, les tours et les remparts sont en ruines. En 1419 et 1421, une aide financière accordée par les ducs de Bourgogne, Jean sans Peur et Philippe le Bon, permet de les relever. Bien avant cette aide financière, Jean sans Peur avait renforcé les défenses de la ville en y faisant construire la tour Beurdelaine dès 1404 de forme circulaire. Puis en 1419, il fait installer des tours pouvant permettre l'usage de bombardes et améliorer la défense de la porte Auxerroise.
En 1433, Jacques d'Espailly dit Fort-Épice, mercenaire et capitaine au service du roi de France, bailli de Melun, en fait un Ecorcheur au service de Charles VII (Parti des Armagnacs) contre les Bourguignons, s'empare de la ville par surprise et la garde pendant huit mois. Le duc Philippe le Bon en personne commence un siège de six semaines pour reprendre Avallon. Le duc de Bourgogne doit utiliser une bombarde armée de boulets en pierre, des chevaliers et des arbalétriers pour l'assaut de la ville. L'attaque est repoussée par Jacques d'Espailly, mais ce dernier s'enfuit avec quelques hommes à Montréal ce qui permet à Philippe le Bon de s'emparer de la ville le 17 octobre 1433. Toutefois la cité, avec ses faubourgs brûlés et détruits, a perdu la moitié de sa population. Il faut vingt ans à la ville pour se relever de cette épreuve (cf.  Ambroise Challe : (L'Echo d'Auxerre) : Le siège d'Avallon ; Ernest Petit : (L'Echo d'Auxerre) : Les Ecorcheurs dans l'Avallonnais, p. 104 et 114 sq.).
Après la prise de la ville, Philippe le Bon fait reconstruire les remparts, dont la Tour Beurdelaine en 1435 pour en faire un dépôt d'artillerie, en partie abattus par la sape et le bélier des assiégeants. Il fait élever en 1453 une tour carrée au point le plus haut d'Avallon, pour y établir le guet et y placer une horloge, puis en 1455, il modernise les fortifications en faisant équiper les remparts pour l'usage des armes à feu. À la même époque, les rues se pavent.

### L'époque moderne

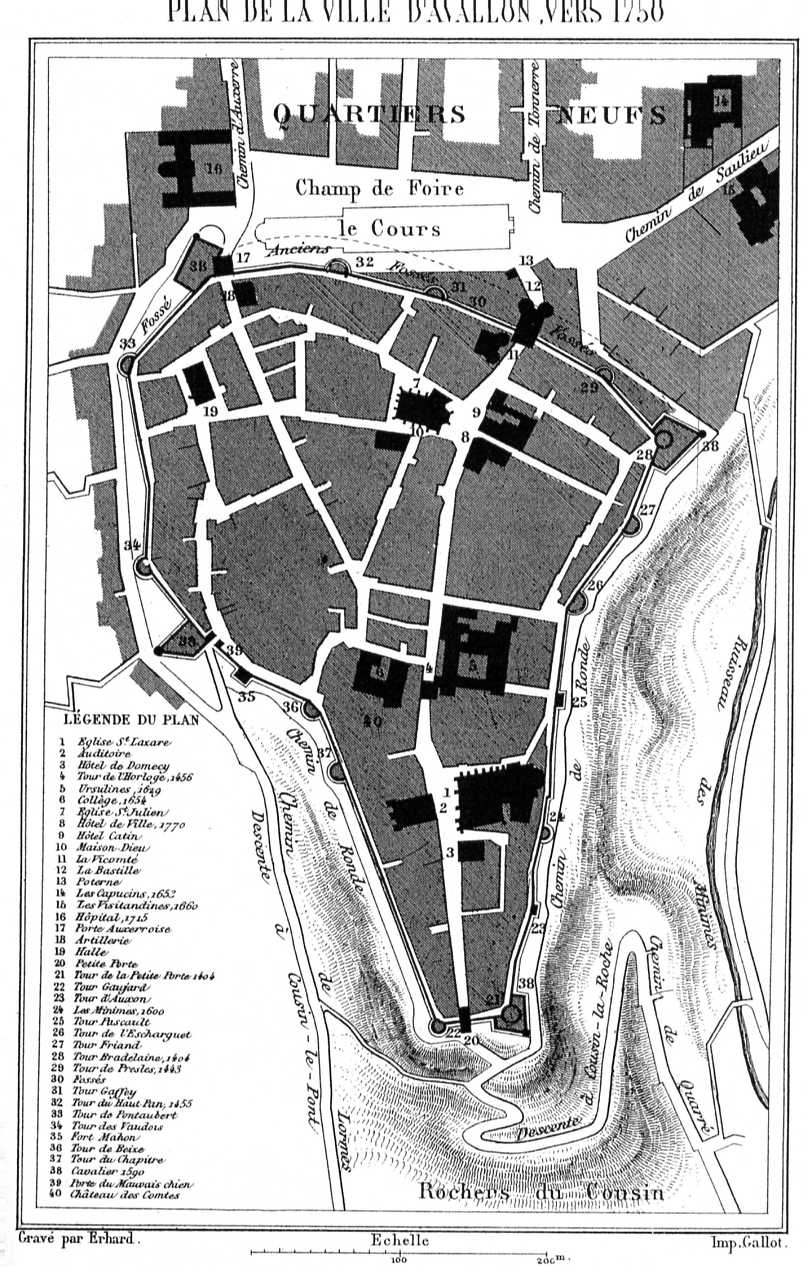
Plan de la ville d'Avallon vers 1750.

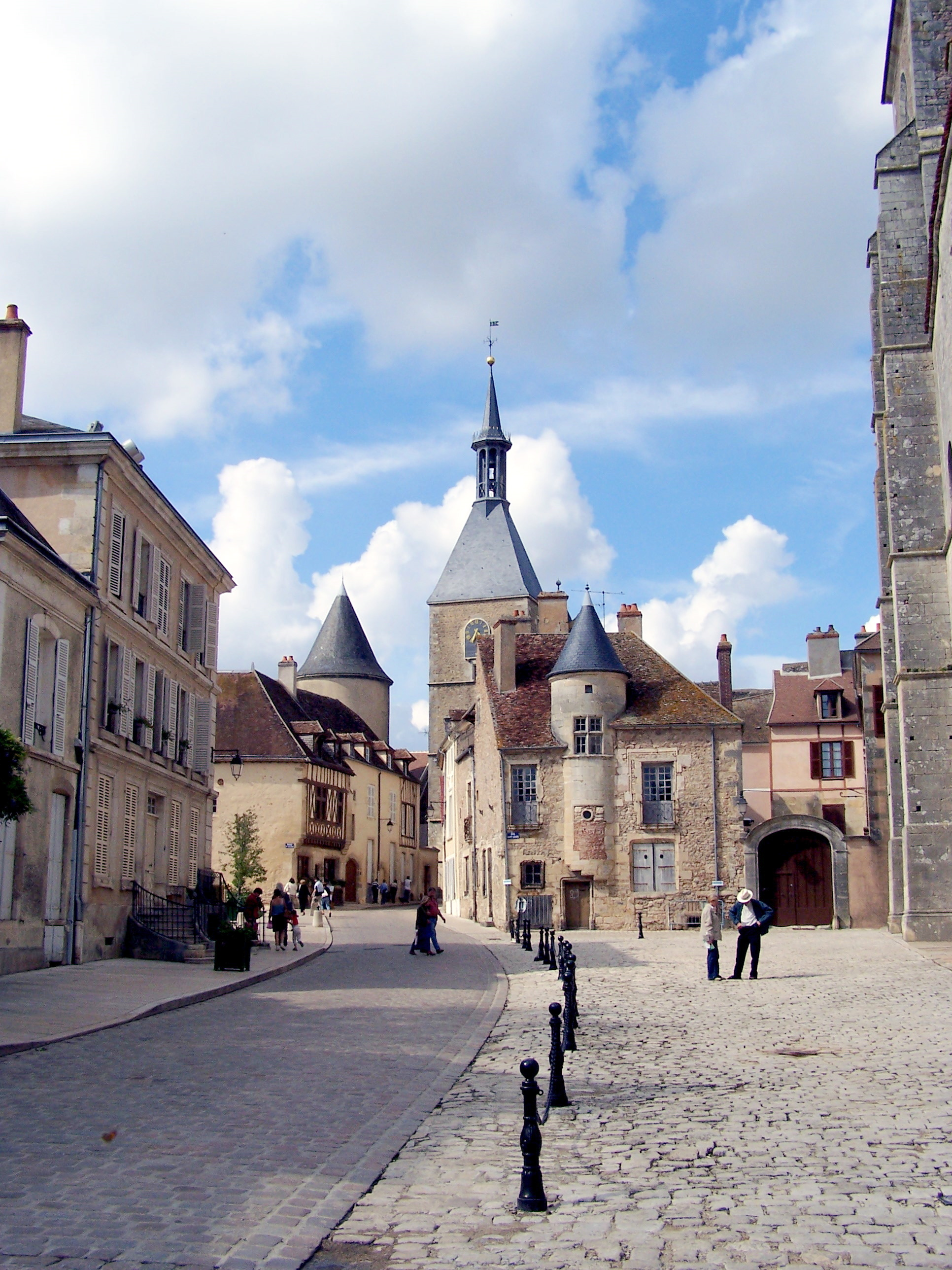
La vieille ville.

En 1543, la population a presque tripléModèle:Par rapport à quand?. Mais les guerres de Religion ne vont pas épargner la ville, ainsi les ligueurs, en 1590, causent de grands dommages. La foudre endommage aussi le grand clocher de Saint-Lazare et le petit clocher, respectivement en 1589 et 1595. Il faut ajouter à ce sombre tableau, la peste en 1531, et 1587.
En 1606, la ville subit une nouvelle épidémie de peste. Une des conséquences de l'événement est l'arrivée de quatorze moines de l'ordre des Minimes en 1607. En 1652, avec le soutien d'Anne-Autriche, mère de Louis XIV, l'ordre s'oppose à l'arrivée de l'ordre des Franciscains . En 1622, l'église Saint-Julien passe sous la surveillance de l'ordre avec l'aide de l'ordre des Capucins.
Le XVIIIe siècle est le temps des embellissements : l’hôpital est reconstruit en 1713 par une dotation du président Odebert, et l’hôtel de ville construit en 1770. En 1791 l’église de Saint-Julien est démolie.
En 1790, pendant la Révolution française, le couvent des Minimes est vendu à la ville.

### L'époque contemporaine
Du 16 au 17 mars 1815, Napoléon Ier, après s'être enfui de l'île d'Elbe et en route pour Paris, passe la nuit à Avallon, à l'hôtel de la Poste.
Au XIXe siècle, la ville est frappée par plusieurs sécheresses entre mai et septembre. C'est dans ce contexte qu'en 1842, Eugène Belgrand réalise des travaux d'adduction d'eau afin de résoudre des problèmes d'alimentation en eau par un système de siphon. Le centre-ville ne possédant pas de nappe phréatique et les eaux pluviales ruisselant jusqu'au bas de la vallée. Lors de ces travaux, un aqueduc construit près des tanneries, passe au-dessus du Cousin. Les travaux se terminent le 10 décembre 1847, même si la fontaine Laboureau en centre-ville ne sera construite qu'en 1870.
Pendant la guerre de 1870 qui voit une partie du territoire français envahi par les troupes du chancelier allemand Bismarck, le 16 janvier 1871, les Prussiens bombardent Avallon avant de s'en emparer et de piller des magasins et certaines maisons particulières.

## Politique et administration

### Tendances politiques et résultats
Les résultats du 2e tour de la présidentielle 2017 à Avallon sont les suivants : Emmanuel Macron (En Marche!) arrive en tête du scrutin, avec 64,26 % des suffrages exprimés. À la deuxième place, Marine Le Pen (Front national) recueille un score de 35,74 %[Quand ?].
Emmanuel Macron (En Marche !) était également en tête dans la commune d'Avallon après le 1er tour et avait récolté 25,42 % des voix.
On note un vote blanc à hauteur de 4,81 % chez les votants.

### Jumelages
| Ville | Ville     | Pays | Pays        | Période                   |
| ----- | --------- | ---- | ----------- | ------------------------- |
|       | Cochem    |      | Allemagne   |                           |
|       | Pepinster |      | Belgique    |                           |
|       | Saku      |      | Japon       | depuis le 14 juillet 1976 |
|       | Tenterden |      | Royaume-Uni |                           |

### Cadre de vie
Avallon bénéficie du label « ville fleurie » avec six fleurs attribuées depuis 2004 par le Conseil national des villes et villages fleuris de France au concours des villes et villages fleuris ainsi que du statut de Station Verte de France.
Sur le territoire de la commune se trouve la réserve naturelle du Bois du Parc (acquise en 1996 par le Conservatoire d'espaces naturels de Bourgogne). La flore qu'on y rencontre est essentiellement celle des milieux calcaires secs et chauds : l'anémone pulsatile, le cerisier de Sainte-Lucie ou le liseron des Monts Cantabriques agrémentent au printemps la floraison des pelouses sèches des rebords de falaise. Ces pelouses accueillent quantité d'espèces animales qui apprécient la chaleur des lieux : criquets et sauterelles, mantes religieuses et petites cigales, ascalaphes et papillons, lézards verts et autres reptiles. Au-delà des pelouses se développe une forêt de plateau constituée en grande partie de chênes pédonculés et de charmes, accompagnés de cornouillers mâles ou d'érables champêtres. On y rencontre des mammifères forestiers, de même que les multiples insectes liés à la décomposition des bois morts (par exemple les larves des Lucanes cerf-volant et autres cétoines dorées). Plus récemment, l’étude du massif corallien constituant le sous-sol de la réserve a entraîné un regain d’intérêt pour le site naturel.

## Population et société

### Démographie
L'évolution du nombre d'habitants est connue à travers les recensements de la population effectués dans la commune depuis 1793. Pour les communes de moins de 10 000 habitants, une enquête de recensement portant sur toute la population est réalisée tous les cinq ans, les populations de référence des années intermédiaires étant quant à elles estimées par interpolation ou extrapolation. Pour la commune, le premier recensement exhaustif entrant dans le cadre du nouveau dispositif a été réalisé en 2007.

En 2022, la commune comptait 6 346 habitants, en évolution de −5,96 % par rapport à 2016 (Yonne : −1,95 %, France hors Mayotte : +2,11 %).
| 1793  | 1800  | 1806  | 1821  | 1831  | 1836  | 1841  | 1846  | 1851  |
| ----- | ----- | ----- | ----- | ----- | ----- | ----- | ----- | ----- |
| 4 166 | 5 038 | 5 483 | 5 060 | 5 569 | 5 666 | 5 666 | 5 745 | 5 922 |

| 1856  | 1861  | 1866  | 1872  | 1876  | 1881  | 1886  | 1891  | 1896  |
| ----- | ----- | ----- | ----- | ----- | ----- | ----- | ----- | ----- |
| 5 543 | 5 533 | 6 070 | 5 816 | 5 930 | 6 139 | 6 335 | 6 076 | 5 809 |

| 1901  | 1906  | 1911  | 1921  | 1926  | 1931  | 1936  | 1946  | 1954  |
| ----- | ----- | ----- | ----- | ----- | ----- | ----- | ----- | ----- |
| 5 906 | 5 848 | 5 900 | 5 235 | 5 387 | 5 603 | 5 848 | 5 637 | 5 497 |

| 1962  | 1968  | 1975  | 1982  | 1990  | 1999  | 2006  | 2007  | 2012  |
| ----- | ----- | ----- | ----- | ----- | ----- | ----- | ----- | ----- |
| 5 976 | 6 846 | 8 814 | 8 904 | 8 617 | 8 217 | 7 483 | 7 366 | 7 210 |

| 2017  | 2022  | - | - | - | - | - | - | - |
| ----- | ----- | - | - | - | - | - | - | - |
| 6 572 | 6 346 | - | - | - | - | - | - | - |

### Enseignement
Avallon compte cinq écoles, dont une privée, trois collèges, dont un privé, et deux lycées, dont un privé (Jeanne d'Arc – La Salle).

### Sports
La ville d'Avallon marque le départ de la grande traversée du Morvan1 (GTM1) en VTT. Ce circuit de 98 kilomètres jusqu'à Saulieu nécessite de deux à trois jours d'efforts. En chemin, les randonneurs peuvent admirer les paysages de bocage et forestiers, comme la forêt au Duc qui abrite de mystérieuses accumulation de mégalithes. Les plus sportifs seront comblés par le GMT2 de Saulieu à Autun : des sentiers au sol pierreux et surtout la montée tortueuse jusqu'au point culminant, le Haut Folin (901 mètres).
La ville d'Avallon compte trois clubs de football : le Club Olympique Avallonnais (COA), l'Association des Franco-Migrants (AFM) et l'Avallon Football Club (AFC).

## Économie
- Antenne économique de l’Avallonnais, partagée entre la Chambre de commerce et d'industrie de l'Yonne et la Chambre des Métiers.
- Hôtel d'entreprises de l'Avallonnais, géré par la CCI Yonne : location de bureaux et ateliers pour les entreprises[51].

Principales entreprises :
- le Groupe Schiever - dont le siège est situé à Avallon - est une entreprise de grande distribution qui exploite des hypermarchés et supermarchés dans le Nord-Est de la France, ainsi qu'en Pologne et au Tadjikistan  ;
- la société Pneu Laurent, filiale du fabricant de pneumatiques Michelin, est spécialisée dans le rechapage de pneumatiques poids lourds, camionnettes et génie civil ;
- SKF Roulements d’orientation (RKS SA) est une entreprise de SKF France, filiale du groupe suédois SKF. 85 % de sa production est destinée à l’exportation.

## Culture locale et patrimoine

### Lieux et monuments

#### Édifices religieux
- La collégiale Saint-Lazare

La collégiale est fondée au XIIe siècle, afin d’accueillir les nombreux pèlerins qu’attiraient à Avallon les reliques de saint Lazare. De l'édifice bâti au IVe siècle, seule subsiste une crypte sous le chœur actuel. Les deux portails de la façade sont datés du XIIe siècle. L’historien Victor Petit les qualifiait en 1870 de « chefs-d’œuvre de la sculpture décorative ».
Le clocher, incendié puis ruiné plusieurs fois, s'effondra en 1633 et fut remplacé en 1670 par la tour actuelle.

Église collégiale Saint-Lazare d'Avallon
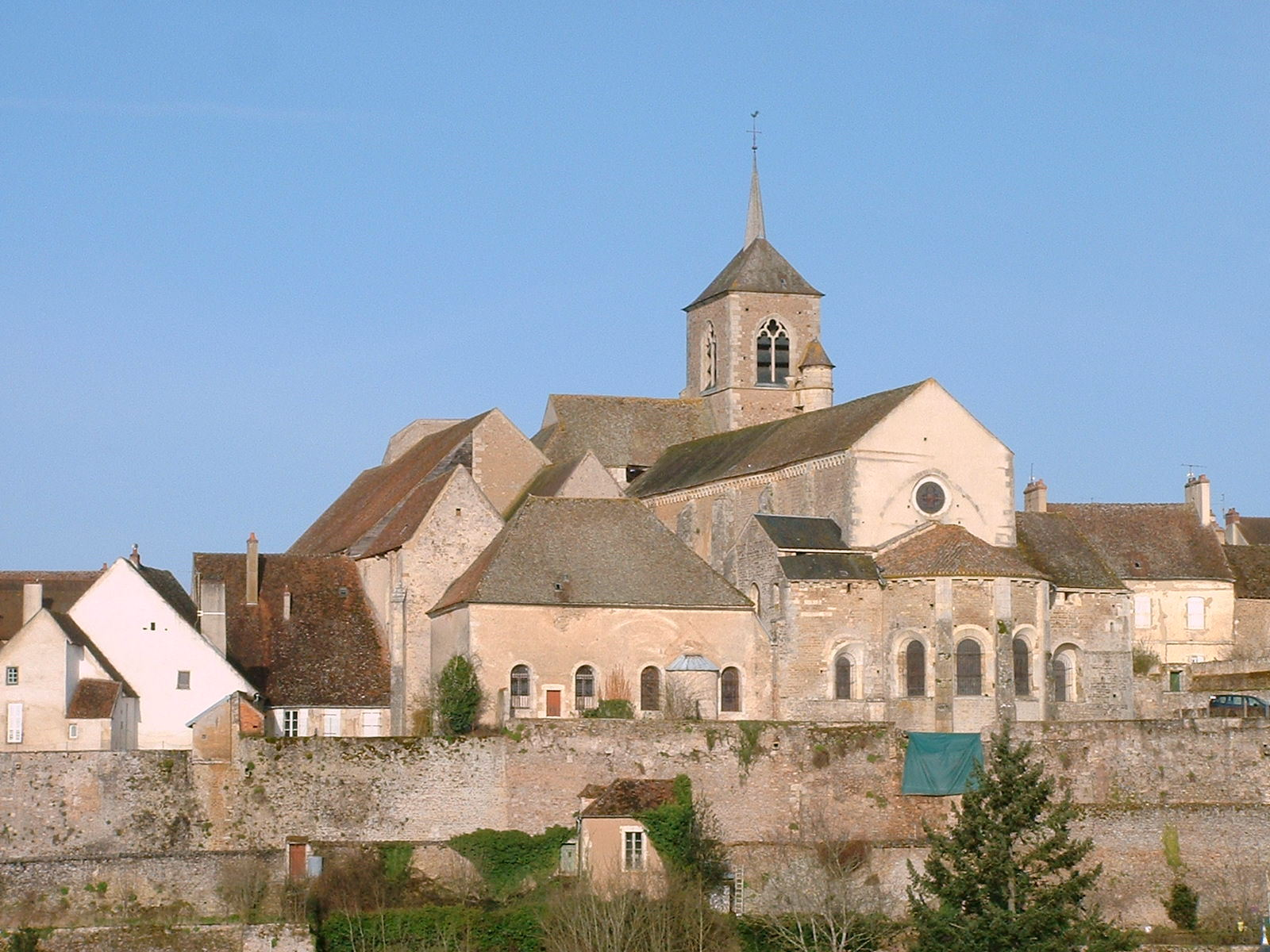
L'église vue depuis le quartier des Chaumes.
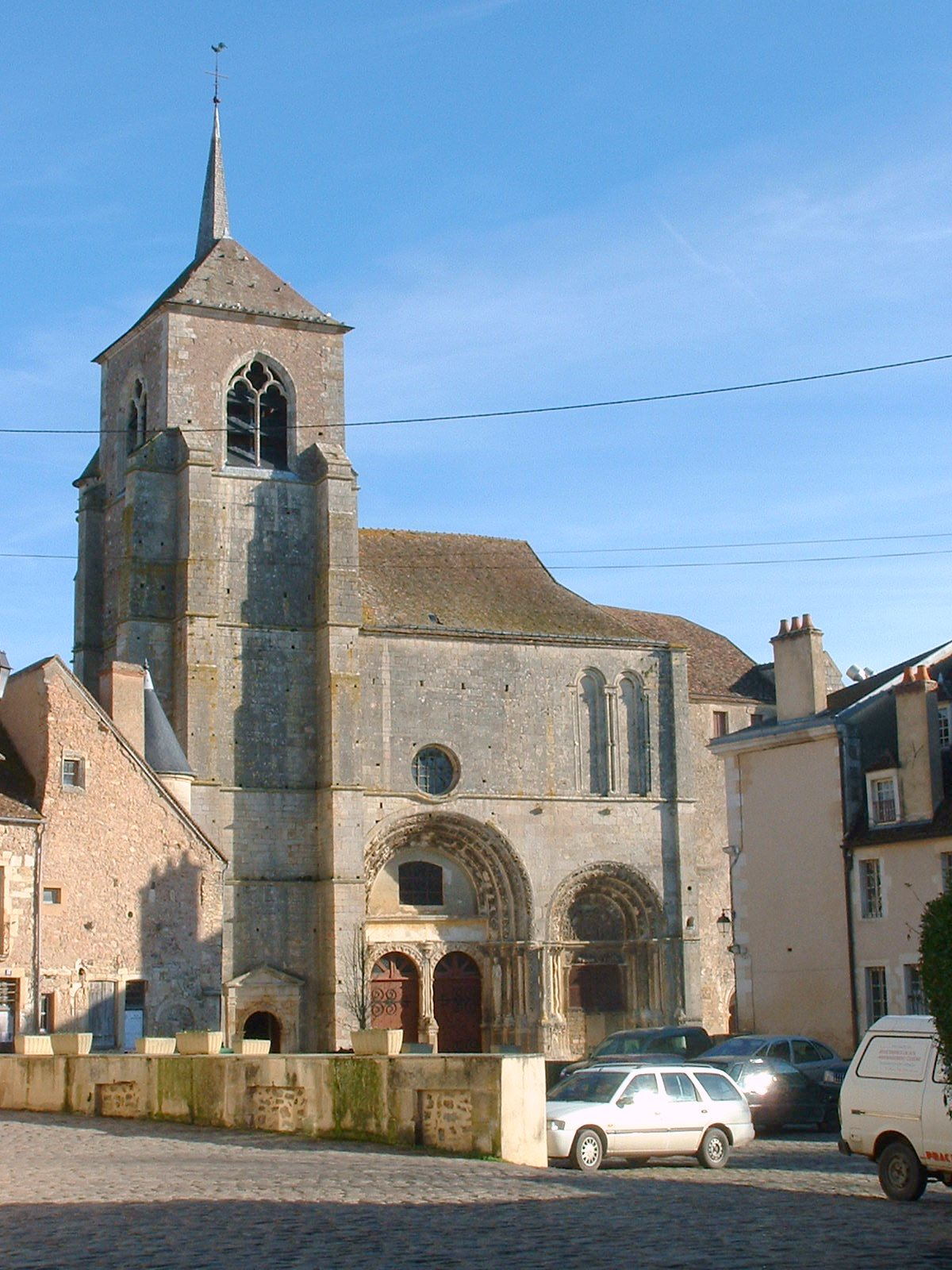
L'église vue depuis le grenier à sel.
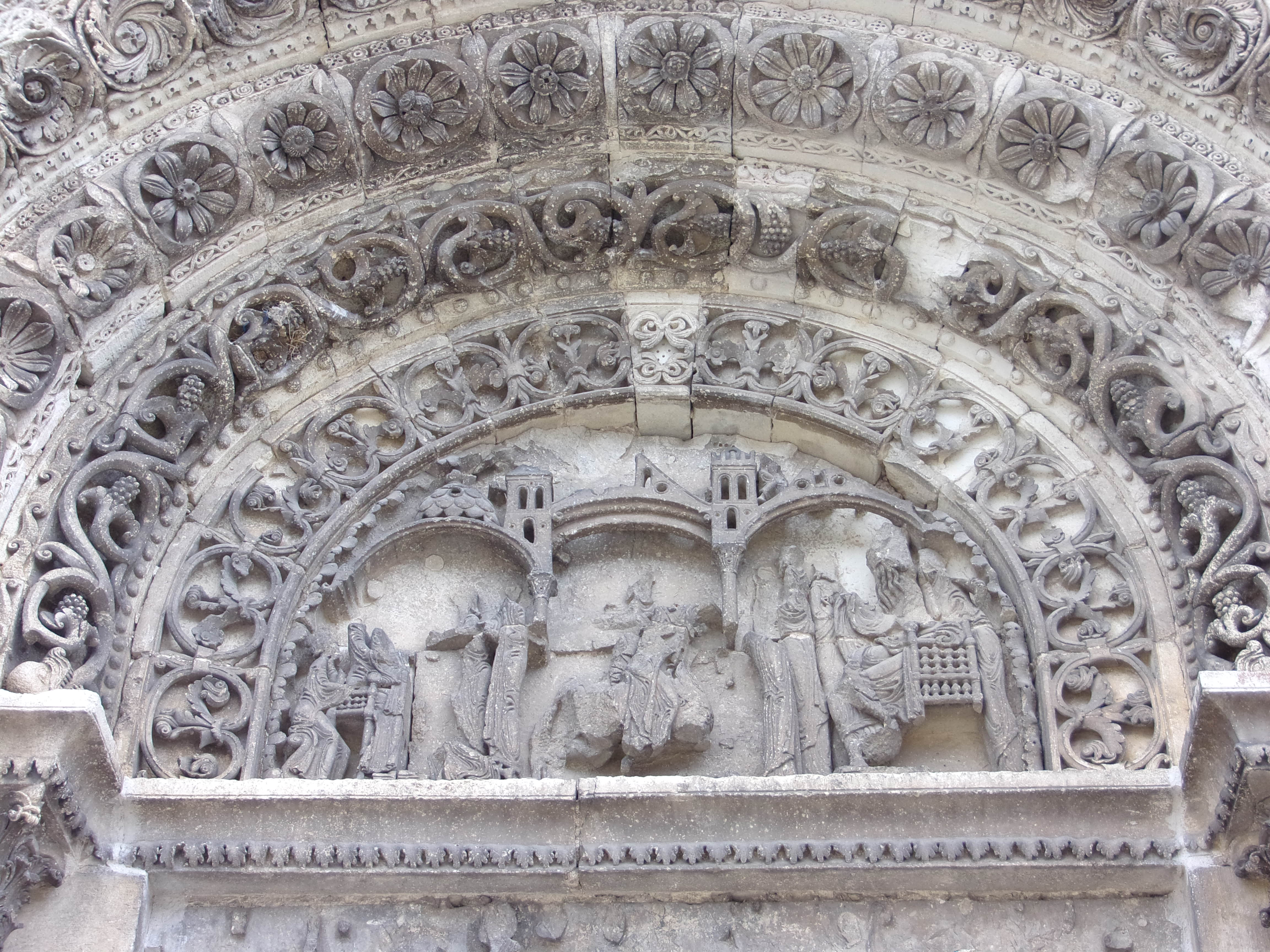
Tympan du petit portail de la façade ouest.
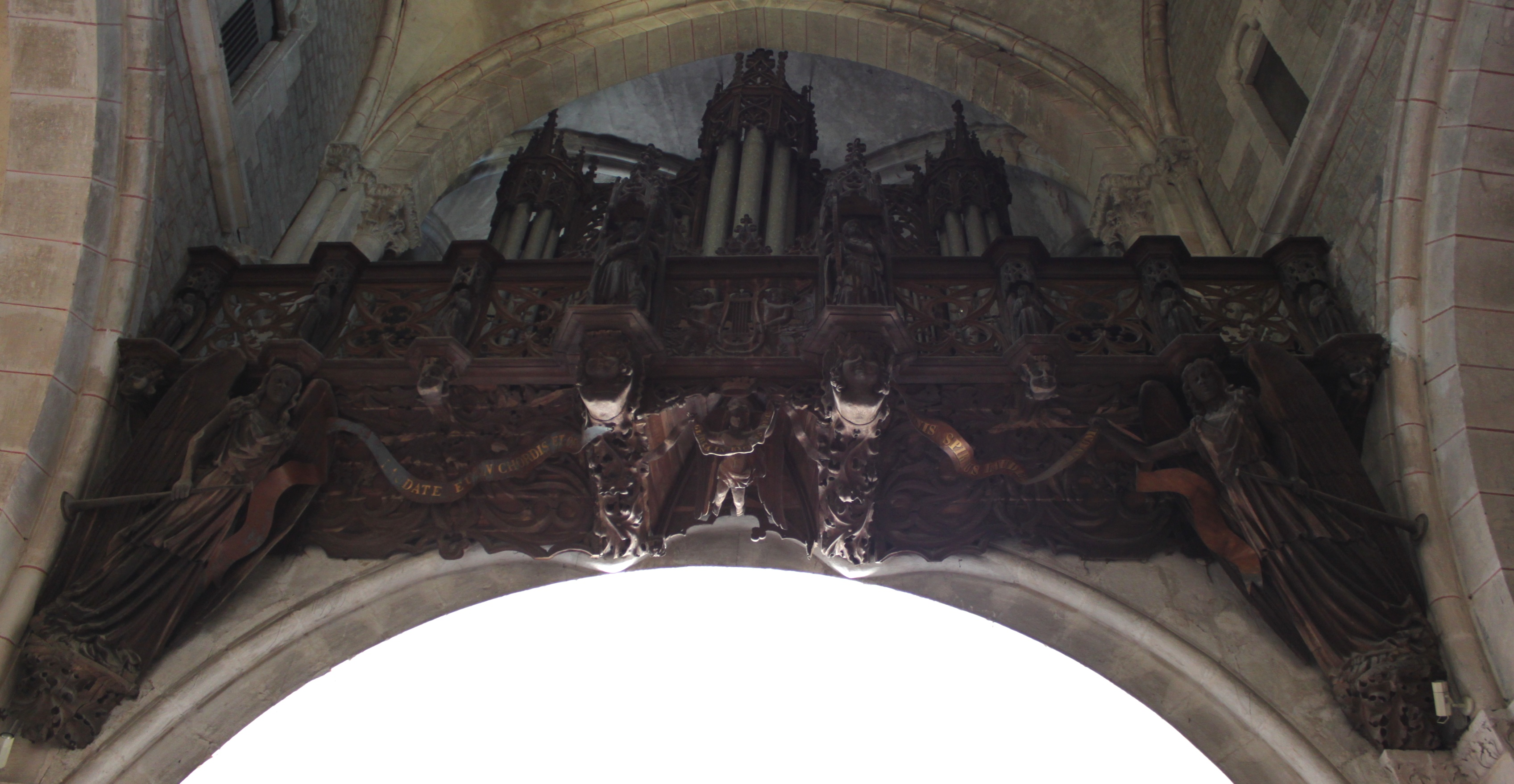
Les orgues.
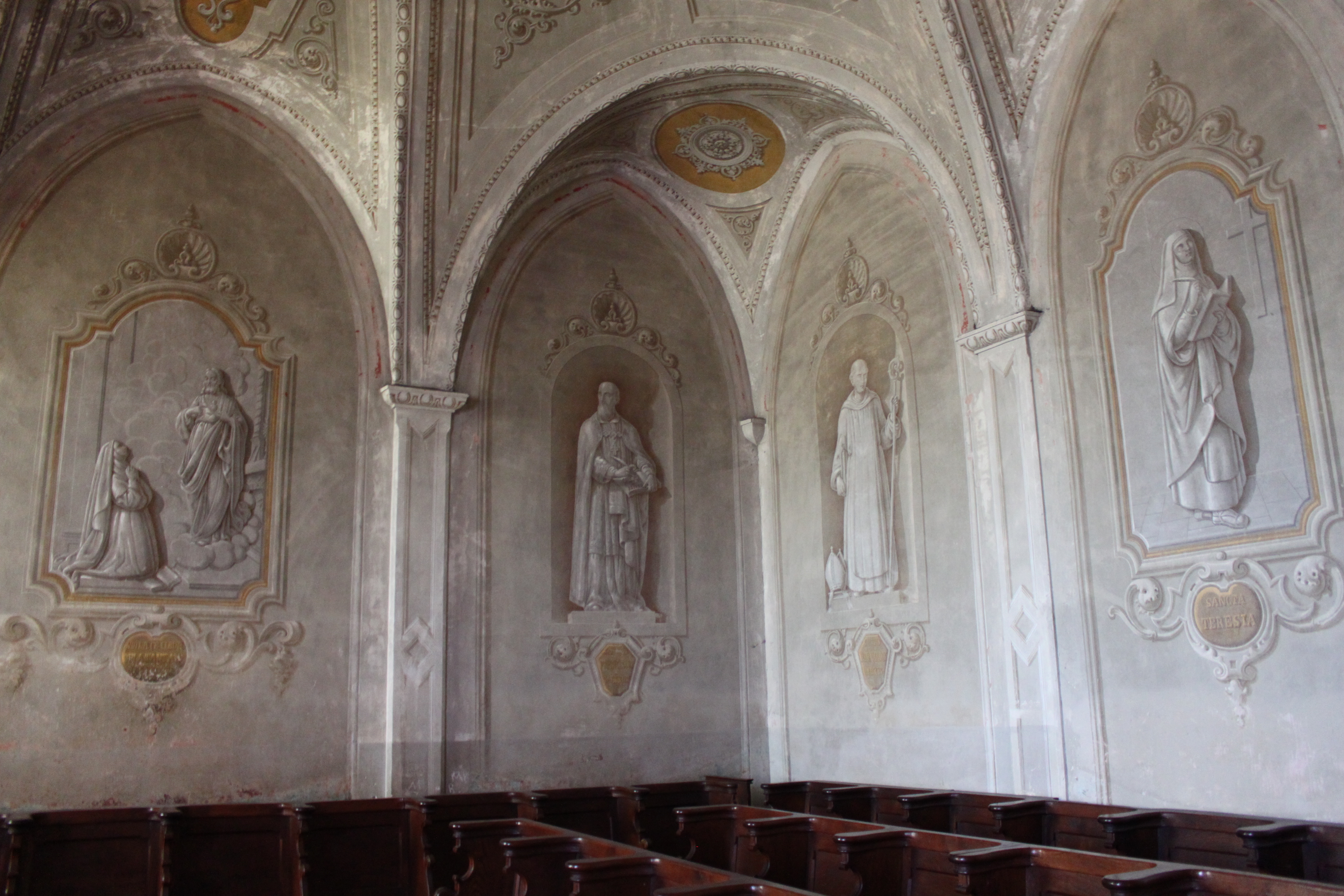
La salle capitulaire.

- L'église neuve de Saint-Martin, place Vauban

Ce fut d'abord une chapelle construite vers 1650 pour le couvent des Visitandines (actuel transept est). Elle fut restaurée et agrandie en 1848 pour devenir église paroissiale (nef et transept ouest). Sa façade est d'ordre dorique et le petit portail, d’ordre ionique. Elle abrite un grand orgue, un maître autel et des éléments de mobilier XVIIIe et XIXe.
- L'église Saint-Martin-du-Bourg, impasse Saint-Martin

Dès la fin du VIe siècle, une chapelle dédiée à saint Martin est créée à la demande de la reine Brunehaut. Une église et un prieuré sont construits au XIIe s. Devenue la troisième paroisse d'Avallon, Saint-Martin du Bourg tombe dans le domaine public à la fin du XVIIIe siècle. L'église, amputée de trois travées, sert à divers usages profanes. Depuis une vingtaine d'années, l'ensemble des bâtiments forme une copropriété. L'église (privée) est en cours de restauration.
- L'église Saint-Julien

Emplacement de l'ancienne église Saint-Julien. Les noms en italique renvoient à la période de l'Ancien Régime.

C'était une petite église qui s'élevait là où se trouve la place du Marché. Au XIe siècle, au moment de sa fondation, elle se situait hors les murs. On pense qu’elle fut la deuxième église construite à Avallon. En 1520, elle fut reconstruite en grande partie dans le style gothique. Les intempéries endommagèrent son haut clocher de nombreuses fois. En 1793, elle fut rasée malgré la vive résistance de ses paroissiens.
- Les Capucins

En 1653, grâce aux subsides de Pierre Odebert, le couvent fut construit sur le terrain de la promenade allant de la rue de Lyon à la rue des Jardins. L'élaboration de ce bâtiment donna lieu pendant trois ans à des querelles assez vives entre les opposants et les partisans du nouveau couvent. Les bâtiments ont été rasés (emplacement du monument aux morts), à l'exception de la chapelle, devenue, brièvement une usine de salpêtre, puis  un théâtre en 1792, enfin un cinéma-théâtre puis un cinéma au XXe siècle.
- Les Minimes

En 1615, un couvent est construit à l'angle de la rue du faubourg de Saint-Martin et de la rue des Jardins. Auparavant à cet endroit la famille Odebert possédait une maison forte. « Les bâtiments sont fort simples : une chapelle, un cloître, une cour intérieure, des vergers et des jardins. La chapelle n’avait pas non plus d’ornementation architecturale. » Elle a été transformée en habitation, mais le chœur à trois pans se devine encore à l'angle de la rue de Lyon et de la rue Carnot (c'est une boulangerie). À l'arrière, les bâtiments du couvent sont occupés par une école privée.
- Les Ursulines

Ce grand couvent, construit en 1629 à côté de la tour de l'Horloge, dépendait des Ursulines de Dijon. La cour intérieure, carrée et bordée d'une galerie voûtée rappelle le cloître médiéval. Les bâtiments, vastes, ont été divisés par lots et mis en vente comme biens nationaux le 12 fructidor de l'an IV. Après être redevenus couvent, ils abritent actuellement une école.
- Les Visitandines

Les dames de la Visitation établirent leur couvent en 1646. Le terrain appartenait à l'abbaye de Saint-Martin et était situé entre la voie romaine et le vallon de l'Etang-des-Minimes. La répartition des bâtiments respecte les traditions monacales du Moyen Âge, mais le bâtiment qui fermait le cloître sur la rue a été abattu.
En 1848, la chapelle du couvent fut restaurée, agrandie et devint l'église paroissiale Saint-Martin.
- La Léproserie, déjà existante en 1232, où elle fait l'objet d'une transaction entre les maîtres et frères de celle-ci et l'abbé de l'abbaye de Saint-Martin d'Autun[54].
- La chapelle Saint-Pierre, accolée à la collégiale Saint-Lazare, 6 rue Bocquillot. C'était une des trois églises paroissiales.

- Église évangélique protestante, 8 rue Bel-Air.

#### Monuments civils
- Château d'Avallon

De ce qui fut la demeure des ducs de Bourgogne il ne reste rien. Les archives sont d’autre part assez évasives quant au sujet. L’emplacement « englobait les terrains occupés actuellement par le collège et le couvent des Ursulines au nord, le tribunal et la maison de détention à l’ouest, et par les églises de Saint-Lazare et Saint-Pierre à l’est. Le côté sud, c’est-à-dire celui qui touche à la Petite-Porte pouvait, selon toutes les probabilités, être occupé par le donjon »
Cette forteresse est mentionnée dès le VIIe siècle. Elle est prise par le roi Robert le Pieux au XIe siècle lors de l'attaque de la ville, puis rasée.
- La Tour de l’Horloge

Cette tour de 49 mètres de hauteur construite en 1456 avait pour objectif de permettre à des guetteurs de veiller jour et nuit sur les environs de la ville. Quatre années plus tard, une cloche de 230 kg est hissée à son sommet afin que le guetteur puisse donner plus rapidement l'alerte en cas d'arrivée d'envahisseurs.
À l'époque, cette tour s'est avérée nécessaire car à l'issue de la Guerre de Cent Ans, la ville s'est retrouvée sans système de défense à la suite de la destruction des remparts et autres tours fortifiées. Trois siècles plus tard, la tour a perdu son intérêt défensif et une campagne de restauration est lancée au XVIIIe siècle pour réparer la toiture. La flèche ne sera reconstruite qu'après une deuxième vague de restauration en 1835.
- Le monument à Vauban

Cette statue en bronze représentant le maréchal de France Sébastien Le Prestre de Vauban est l’œuvre d'Auguste Bartholdi. En effet, le maréchal Vauban est un « enfant du pays » car il est originaire de Saint-Léger-Vauban (dénommée Saint-Léger-de-Foucheret à l'époque). Il s'illustre sous le règne de Louis XIV en fortifiant notamment les frontières françaises.
Le projet est lancé en 1864 et le conseil municipal choisit à l'unanimité Auguste Bartholdi pour réaliser ce monument. Le sculpteur soumet sa première maquette en 1866. Il faudra à Bartholdi trois autres maquettes pour que son projet soit finalement accepté. La statue est remise en 1872 à la ville d'Avallon, mais par manque d'argent, elle n'est érigée que l'année suivante à l'extrémité de la place des Terreaux.
Après presque dix ans d'attente, le monument est inauguré le 26 octobre 1873 devant près de 10 000 personnes venues assister à l'inauguration de la statue et de la ligne de chemin de fer reliant Avallon à Paris,.

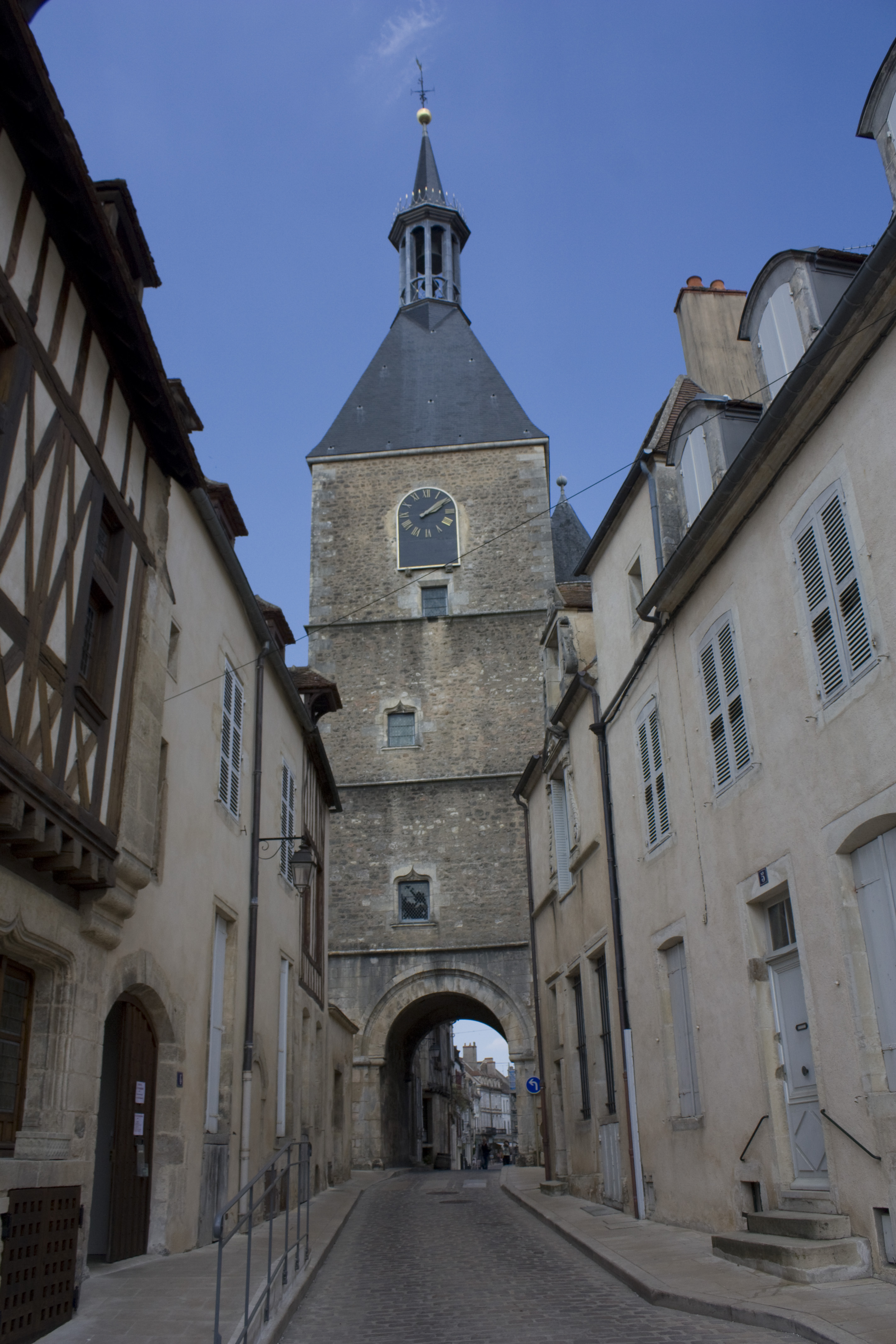
Tour de l’Horloge.
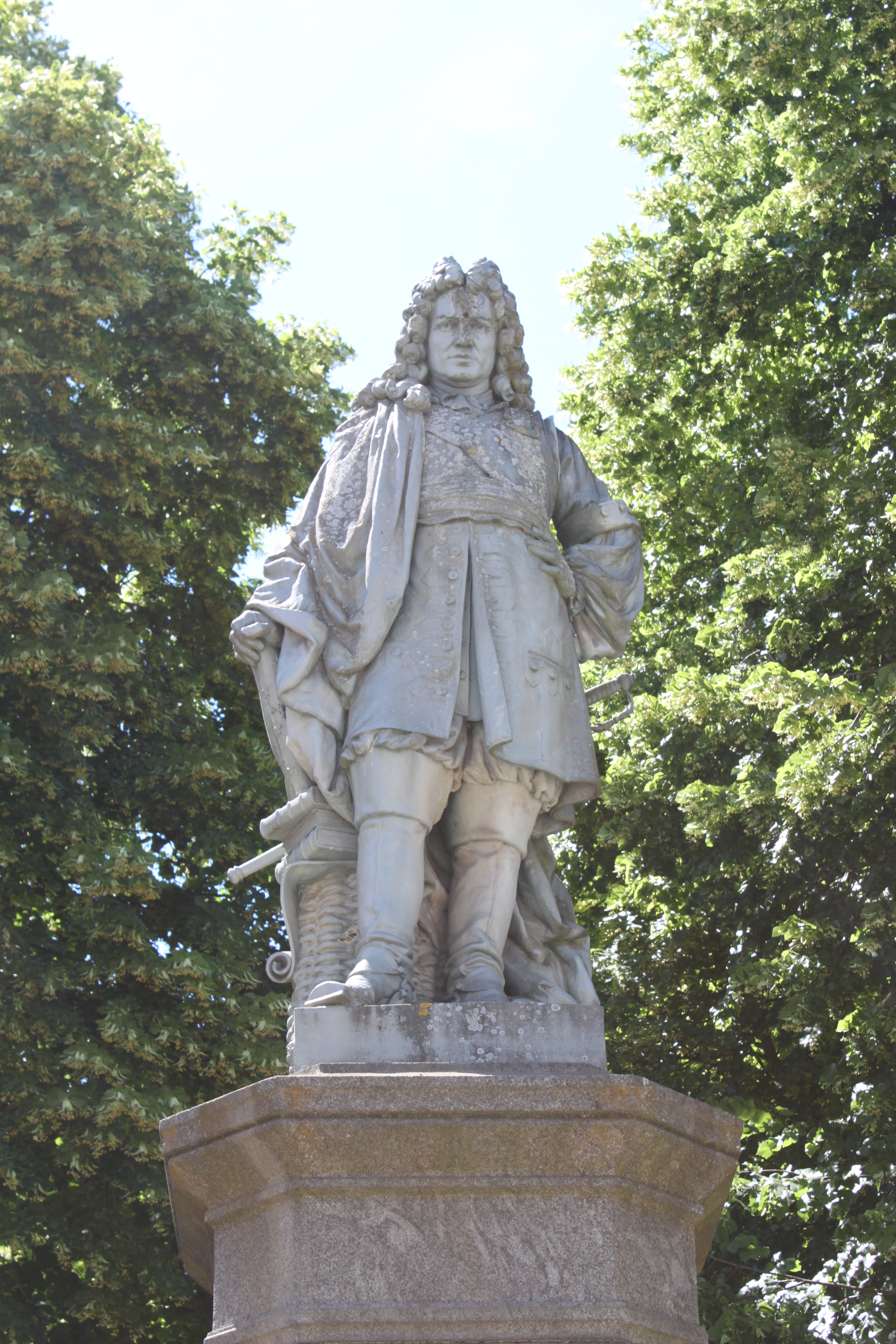
Monument à Vauban, Auguste Bartholdi (1873).

- Les maisons anciennes

Deux maisons remarquables du XVe siècle : l'une proche de la Tour de l’Horloge, au no 7 rue Bocquillot ; l’autre sur le côté de la place Saint-Lazare, avec une tourelle d’escalier.

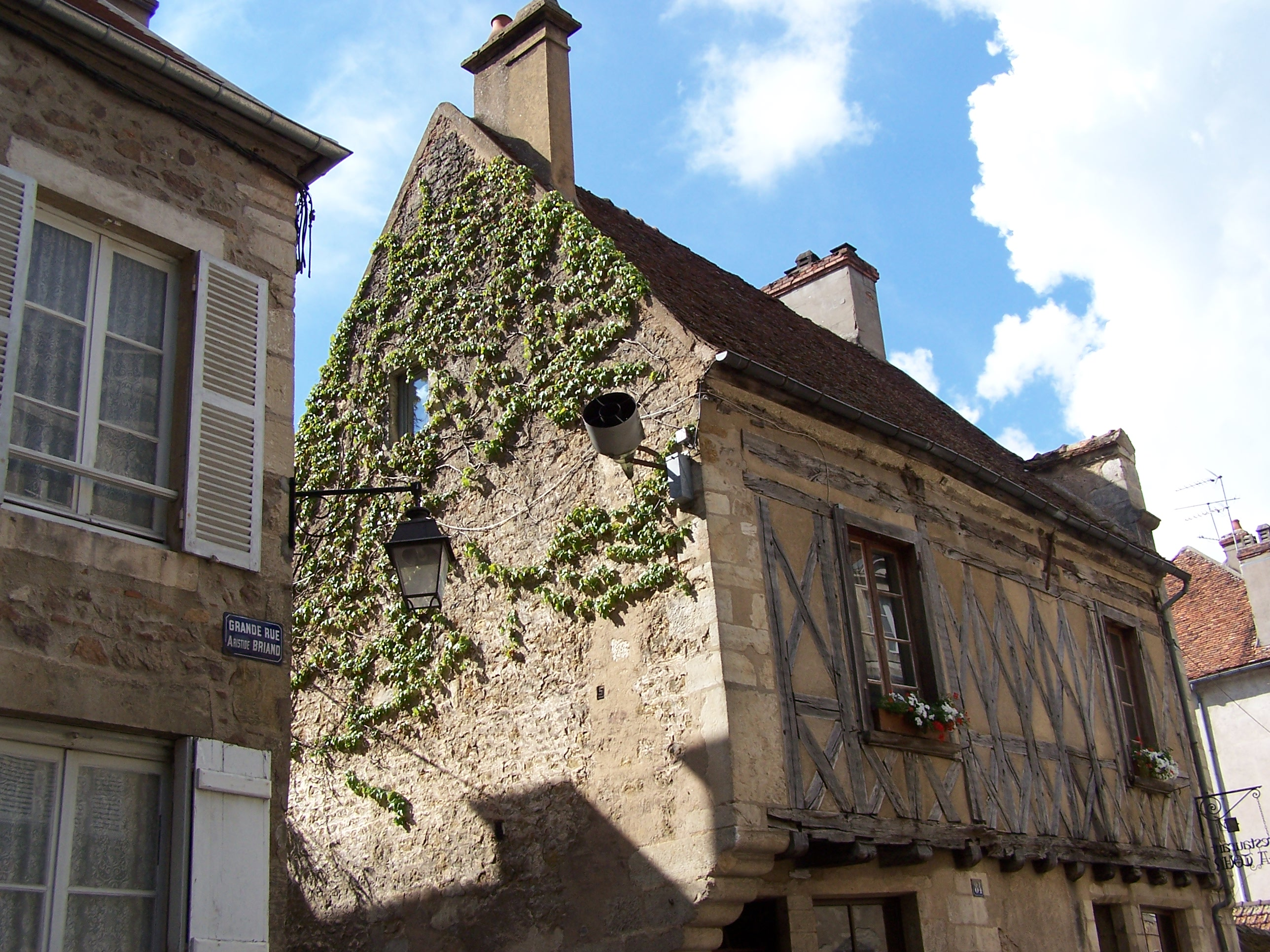
Vieille maison.
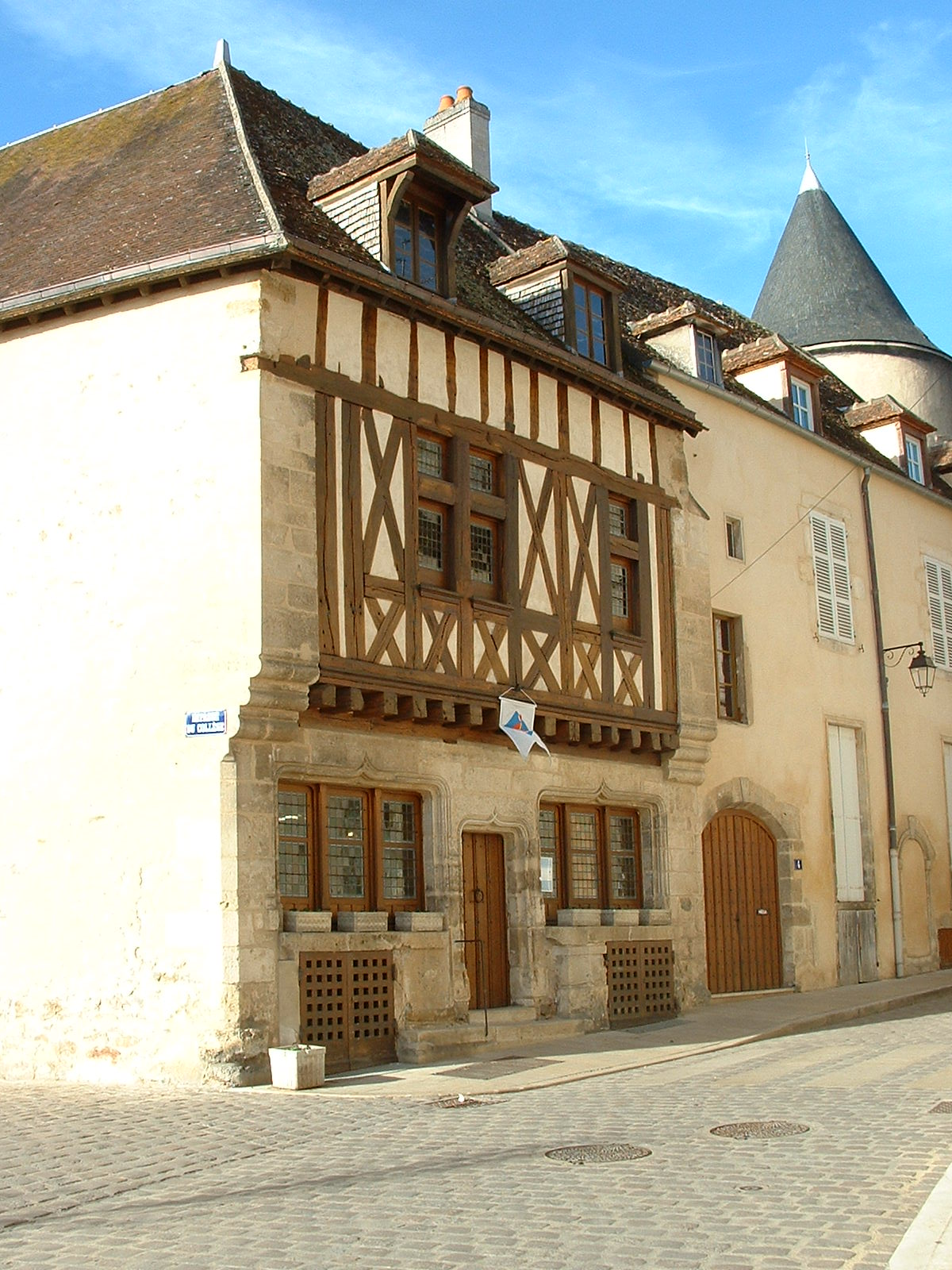
Office de Tourisme.

- La Maison des sires de Domecy

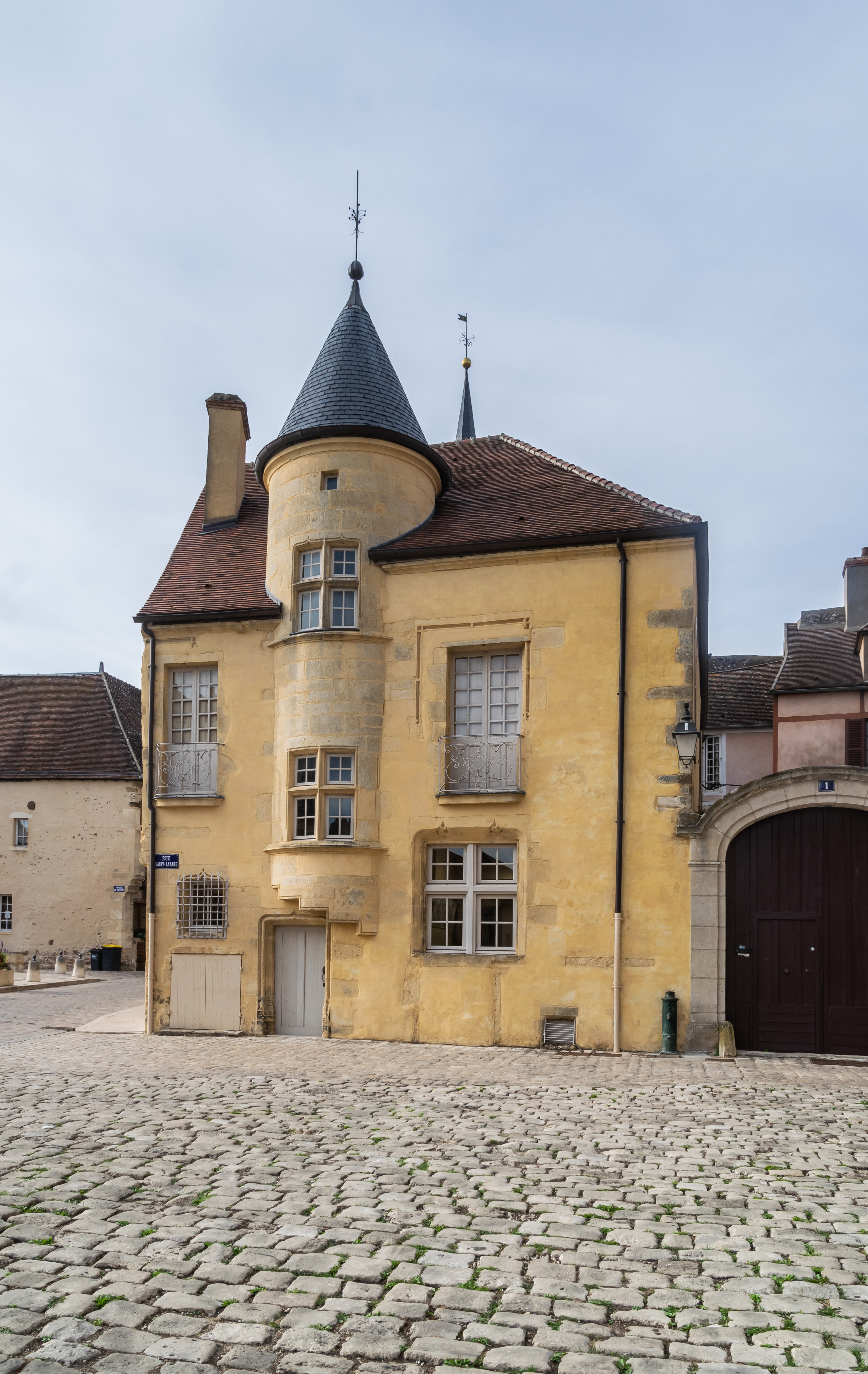
La maison des sires de Domecy, construite par Jean et Antoine de Salins.

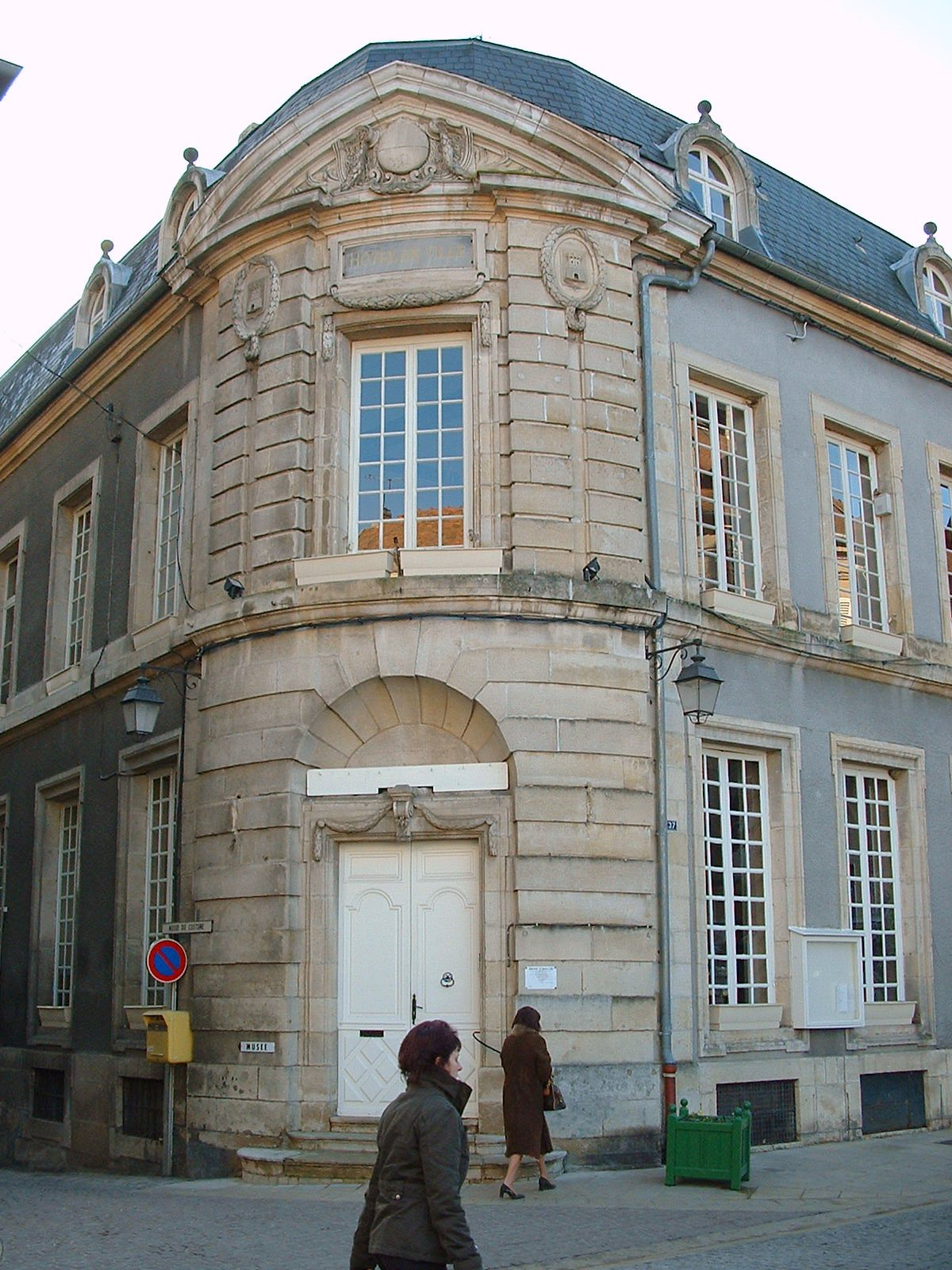
Hôtel de Ville.

La « Maison des sires de Domecy » - était au XVe siècle la maison de ville des seigneurs de Domecy, Jean et Antoine de Salins. En 1633, une tempête renverse le clocher de Saint Lazare sur la maison, devenue propriété du chapitre de la collégiale Saint-Lazare. Au XVIIIe siècle, la famille du maréchal Davout y aurait résidé (cf. Ville d'Avallon : Maison des sires de Domecy).
Elle sera ensuite détenue jusqu'au XIXe siècle par la famille Minard. La façade est classée à l’inventaire supplémentaire des monuments historiques en 1925.
Propriétaire du bâtiment depuis 1996, la ville d’Avallon a lancé en 2003 un projet de restauration. Une souscription publique ouverte en 2006 est destinée à rassembler les fonds nécessaires. Les travaux de rénovation durent jusqu'en 2011 avec l’objectif d’ouvrir un espace culturel, abritant un fonds de livres anciens, consacré à l’art de la reliure et permettant d'exposer des pièces du musée de l'Avallonnais. Après la fin des travaux, environ 5 000 personnes visitent le monument en 2011.
- L’hôpital

En 1659, le futur établissement reçoit 30 000 livres du président Pierre Odebert. Le bâtiment est construit aux frais de la ville entre 1715 et 1728 : il est situé vers l’extrémité de la promenade du Grand-Cours. En 1820, le curé d'Island, fait un don de six mille francs, pour fonder à l'hôpital, un lit pour un pauvre malade d'Island.
En 1843, le bâtiment s’agrandit d’un corps de logis pour les hommes du côté ouest. En 1867 nouvelle construction pour les femmes, en parallèle au bâtiment précédent. Dans les années 1960, l'hôpital doit choisir entre son transfert ou son adaptation. Le bâtiment central subit alors une transformation drastique : la grande salle des malades est divisée par un étage, les grands balustres en bois de style Louis XIV qui soutenaient les poutres disparaissent, et les arcades sont transformées en fenêtres ordinaires
- Hôtel de Ville

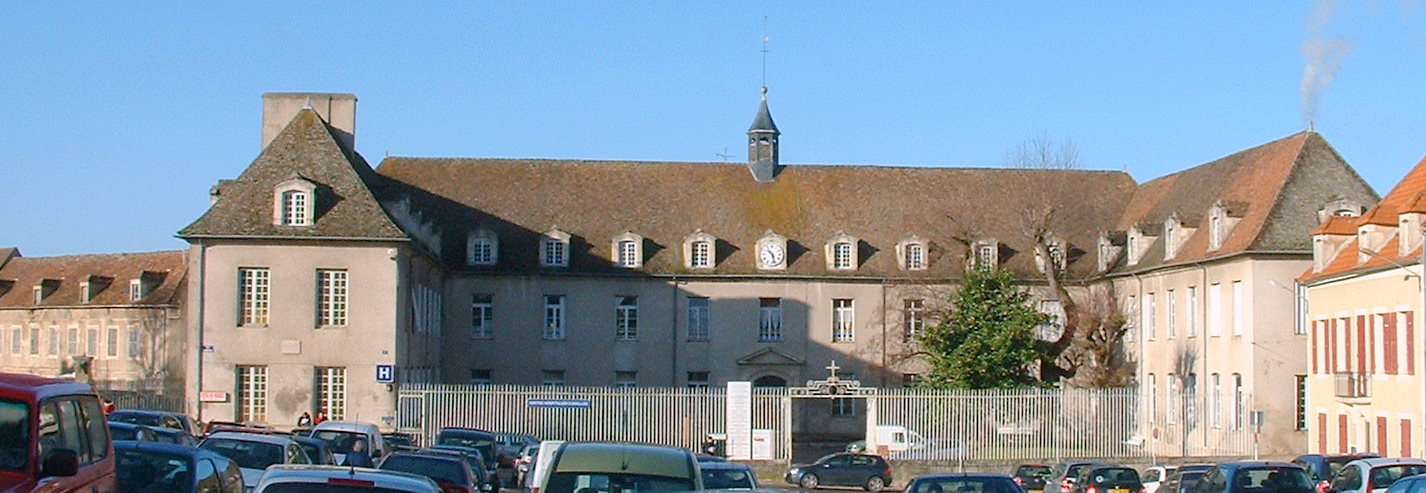
Hôpital.

Il est dans la grande rue, face à la place Saint-Julien. L’édifice a été construit en 1770 et ressemble à une maison particulière. Deux culasses de canons de fer forgé, munies de leurs anneaux, sont placées en guise de borne aux côtés de l’entrée. Ces deux gardiens semblent dater du XVe siècle ; ils sont mentionnés comme étant hors de service dès le milieu du XVIe siècle.
- La place Saint-Julien

Cette place « a été agrandie de tout l’emplacement qu’occupait l’église de Saint-Julien. On y remarquait, il y a quelques années, la façade d’un très vieil édifice désigné comme étant la résidence des anciens ducs de Bourgogne. Les dépendances de cette demeure portent le nom de Cour-Catin qui est celui de Nicolas Catin, chevalier et capitaine de cent hommes d’armes qui l’occupa sous les ordres des ducs de Bourgogne. Il ne subsiste de l’ancien bâtiment qu’une tourelle d’escalier et quelques pans de murs, datant du XVe siècle, enclavés dans des constructions récentes ».
La fontaine Laboureau est construite sur cette place en 1870 en face de l'actuelle mairie.
- Les ponts

En 1775 un pont en pierre fut construit pour le passage de la route de Lormes. Il faut remarquer les deux piles centrales qui sont obliques : cela permettait d’être dans le fil de l’eau.
Un ancien pont en bois, rénové en pierre en 1457, n’avait plus qu’une arche en 1870. Il était non loin du premier pont cité.
Le pont Claireau, à l’extrémité du faubourg de Cousin-la-Roche, doit être mentionné pour la beauté du point de vue : barrière naturelle de roches et cascade du Cousin.
Une grande arche de 27 mètres d’ouverture permet, en enjambant le Cousin, d’alimenter en eau les fontaines d’Avallon à partir des trois cours d’eau de l’Etang-du-Chapitre, de Montmain, et d’Aillon : elle a été construite en 1847.
- La bibliothèque

En 1889, le conseil d’administration de la Caisse d’Épargne d’Avallon, établissement fondé en 1836 sous tutelle municipale, décide la construction d’un siège à Avallon. L’ancienne halle aux grains, qui avait été construite en 1772 non loin de la Porte Auxerroise, est démolie et la nouvelle Caisse d’Epargne inaugurée en 1893.
En 1986, la ville d’Avallon achète le bâtiment qui n’était plus occupé. En 1989, la bibliothèque municipale s’y installe. Elle prend le nom de Bibliothèque Gaston-Chaissac.
- La sous-préfecture

La sous-préfecture est installée dans une belle demeure bâtie en 1845.
- Le tribunal

On admet que l’immeuble a été construit sur l’emplacement du prétoire antique.[réf. nécessaire]
Les fondations du bâtiment actuel datent du XIIIe siècle ; l'édifice est alors une prison. Les seuls vestiges de cette époque sont une cheminée et une tourelle carrée percée d’une fenêtre à croisillons. Le bâtiment a été rénové une première fois au XVIIe siècle et une autre fois au XIXe siècle, il devient alors un tribunal. Après la réforme de la carte judiciaire de Rachida Dati en 2009, le tribunal de la ville est transféré à Auxerre. Le bâtiment est alors inutilisé jusqu'à son rachat en 2011 où il est transformé en galerie d'art.

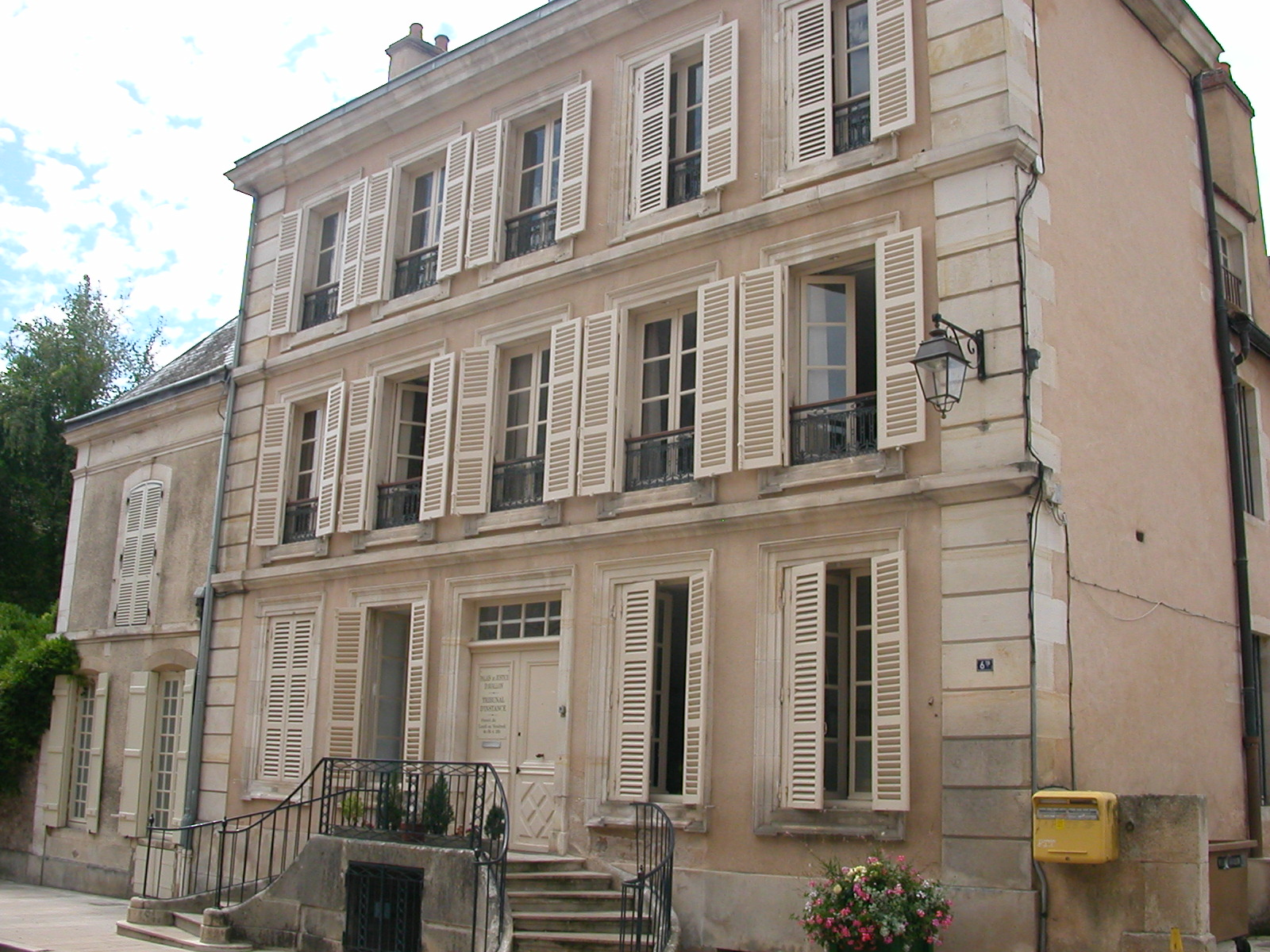
Bâtiment de l'ancien tribunal d'instance en 2008, devenu galerie d'art en 2011.

- Les jardins-terrasses

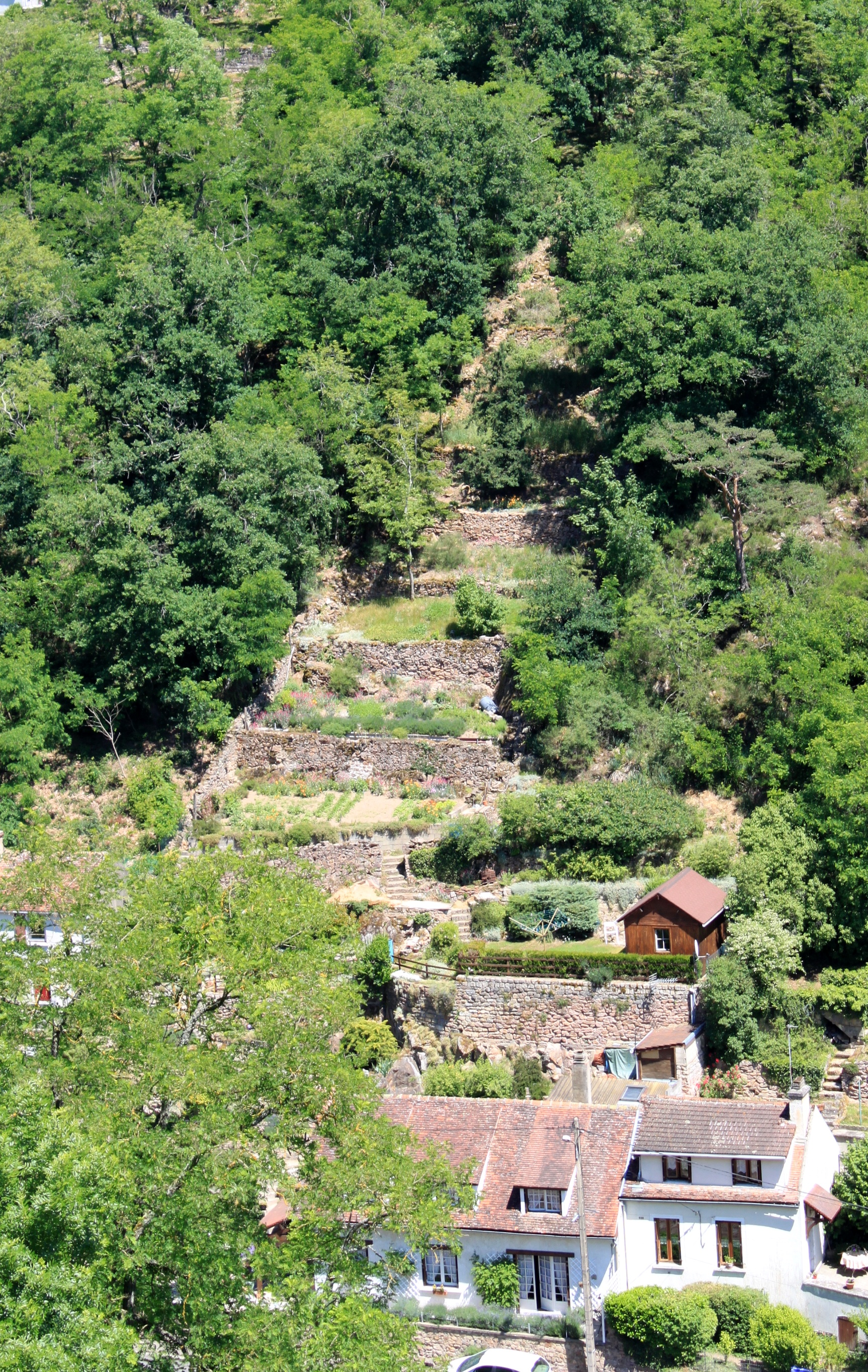
Les jardins-terrasses
vus depuis le parc des Chaumes.

Les premiers jardins-terrasses sur les pentes semblent être apparus au VIIe siècle. Ils servaient à cultiver des herbes médicinales et des légumes. Ils étaient la possession de l'abbaye d'Autun et sont semblables à ceux que l'on peut trouver à Plombières-les-Bains. Depuis 1950, ces jardins appartiennent à de nombreux propriétaires différents et ne sont que rarement cultivés. Il est possible d'admirer ces ensembles depuis les hauteurs du parc des Chaumes.
- Le marché couvert[62] a été construit en 1939 par MM. Berthelot et G. Robert, architectes. L'imposant volume du toit est soutenu par une série de poteaux en béton. Les matériaux utilisés sont la pierre, la brique et le béton. L'édifice comprend de hautes lucarnes.

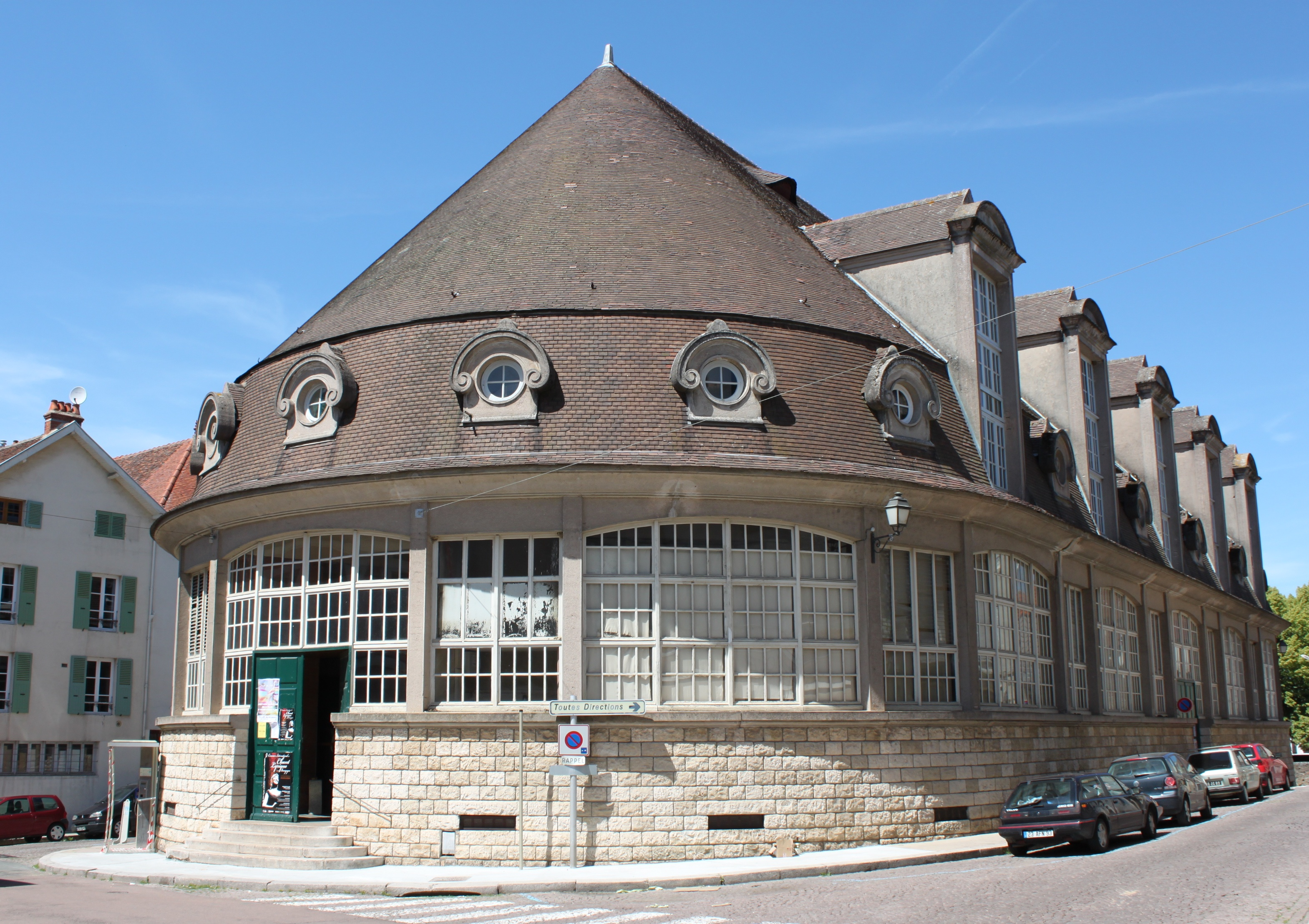
Le marché couvert
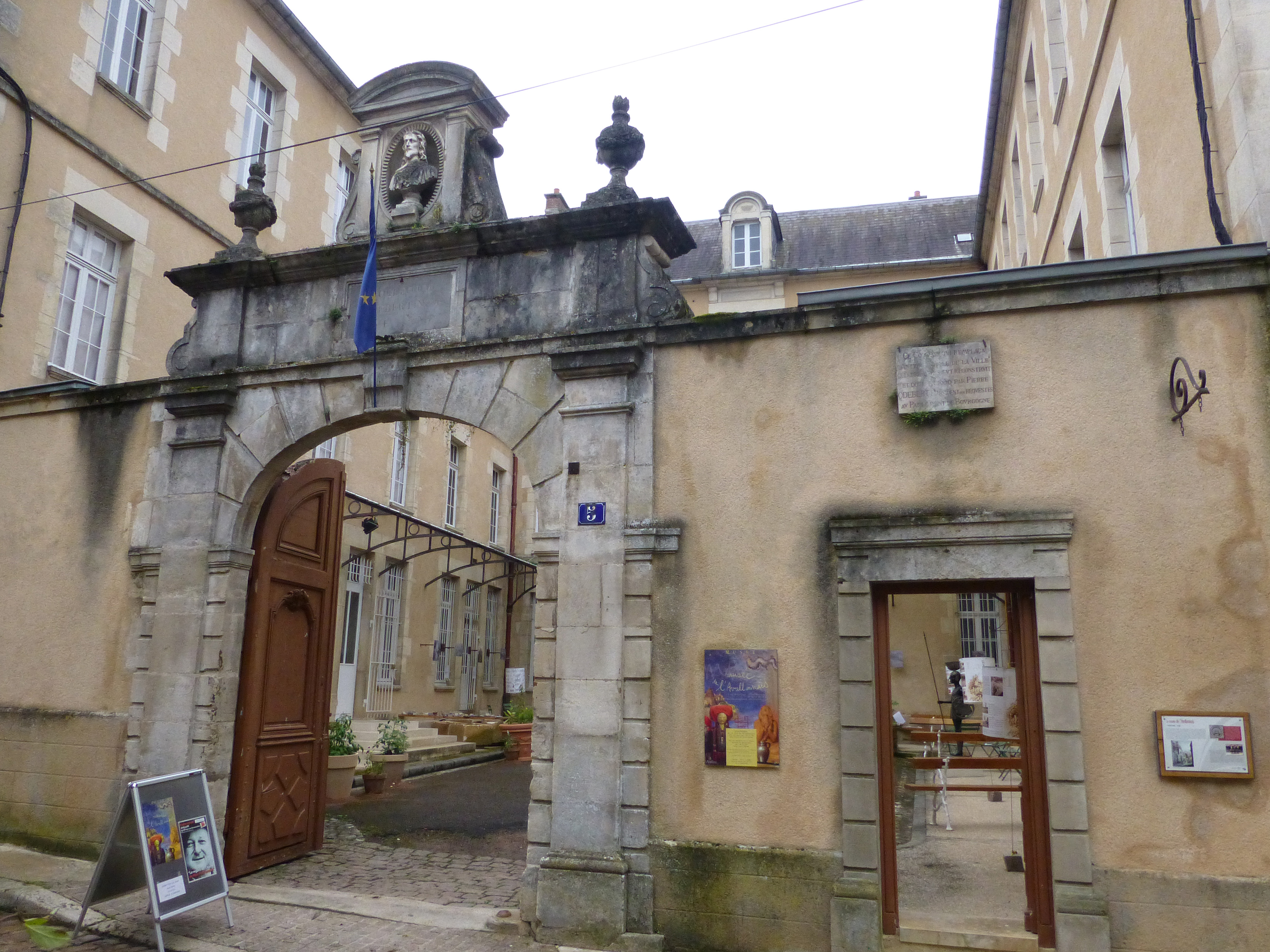
Musée de l'Avallonnais.
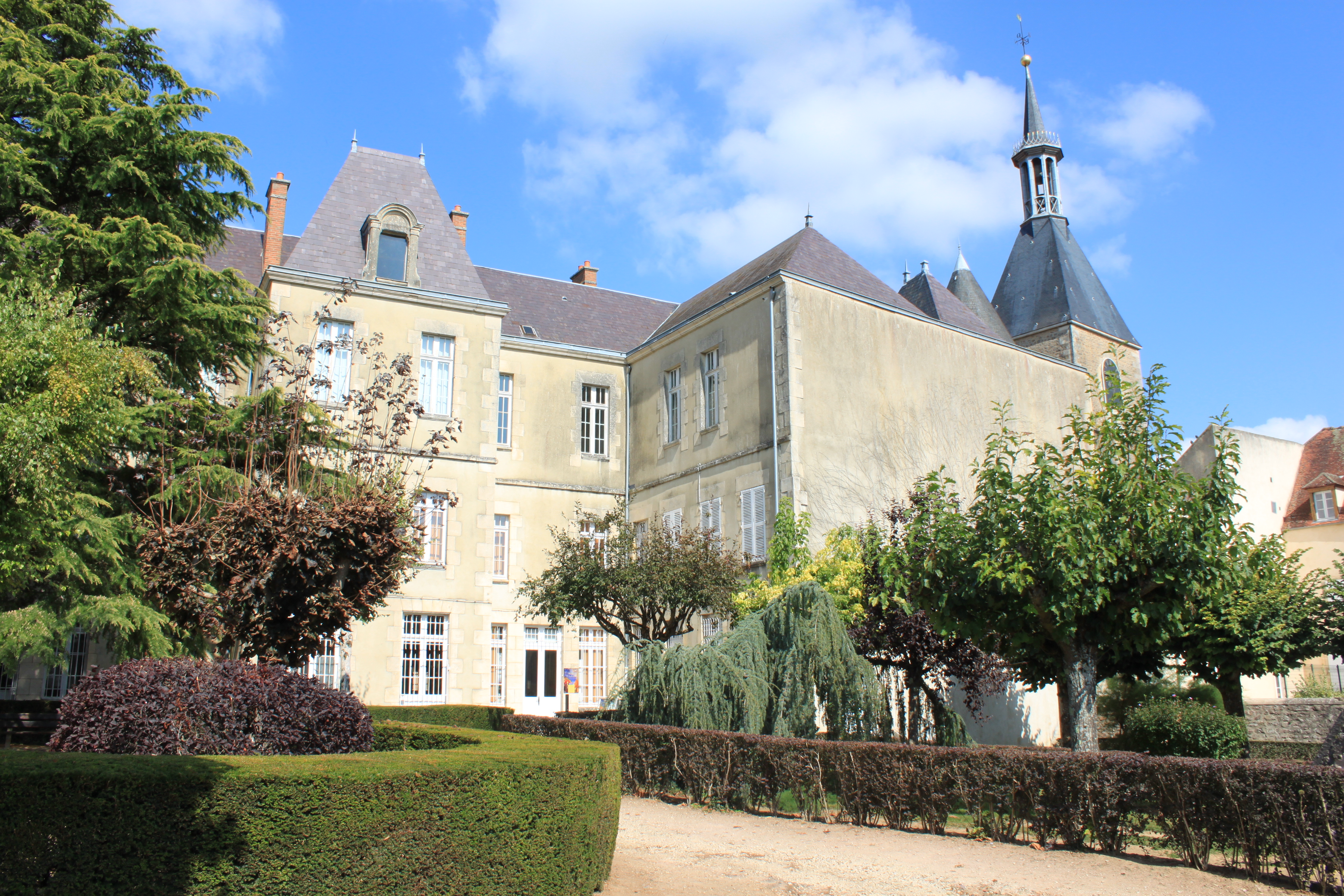
Jardin public Schiever derrière le musée de l'Avallonnais.

- Autres bâtiments
  - Château de Champien[N 1]
  - Château des Alleux
  - Château de l'Hospice
  - Château des Pannats[N 2]

#### Portes et murailles fortifiées
On connaît mal les premières enceintes du castrum qui ont très probablement existé dès l'Antiquité - gauloise, gallo-romaine et du haut Moyen Âge, et qui n'ont pas laissé de vestiges. À la fin du IXe siècle commence la première période de construction des fortifications de la ville. C'est à cette époque qu'est construit le premier rempart médiéval.
Les constructions ultérieures sont mieux connues : XIIe siècle, début et milieu du XVe siècle, et fin du XVIe siècle.
Au XIIe siècle, après la prise de la ville et du château par Robert le Pieux au début du siècle précédent, les remparts sont améliorés et étendus.
Au XIIIe siècle, les remparts sont une nouvelle fois consolidés et agrandis.
Au XVe siècle, notamment à l'époque de la guerre de Cent Ans, d'importantes améliorations sont apportées par deux ducs de Bourgogne : Jean sans Peur et Philippe le Bon. Le premier fait construire en 1404 la tour Beurdelaine, et fait installer en 1419 des bombardes dans les tours et renforcer la porte Auxerroise. Le second réalise en 1455 une nouvelle enceinte composée de dix-huit tours adaptées à l'usage des armes à feu, dont la tour de l'Escharguet,. Au XVIe siècle, quatre bastions sont construits aux angles de la ville, ainsi que deux « boulevards » sur le front nord, le plus exposé, pour installer de l'artillerie ; celui du nord-ouest subsiste (actuel terreau Vauban - mais le maréchal n'y a joué aucun rôle)..
Au cours du XVIIe siècle, le royaume de France est en paix et la ville cesse d'entretenir les fortifications et tours, qu'elle loue à des particuliers. Au XVIIIe siècle, Avallon est à l'étroit dans son enceinte et les trois portes principales sont détruites afin de permettre l'extension de la ville. Une partie des tours et des remparts subira ensuite le même sort.
Depuis 1926, les vestiges des anciennes fortifications sont inscrits aux monuments historiques. Aujourd'hui, Avallon bénéficie de sa situation de « porte du Morvan » et du cadre préservé de sa vieille ville, avec ses rues étroites et ses maisons anciennes. Les remparts, tours et bastions contribuent également au charme d'Avallon et renforcent ses attraits sur le plan touristique.

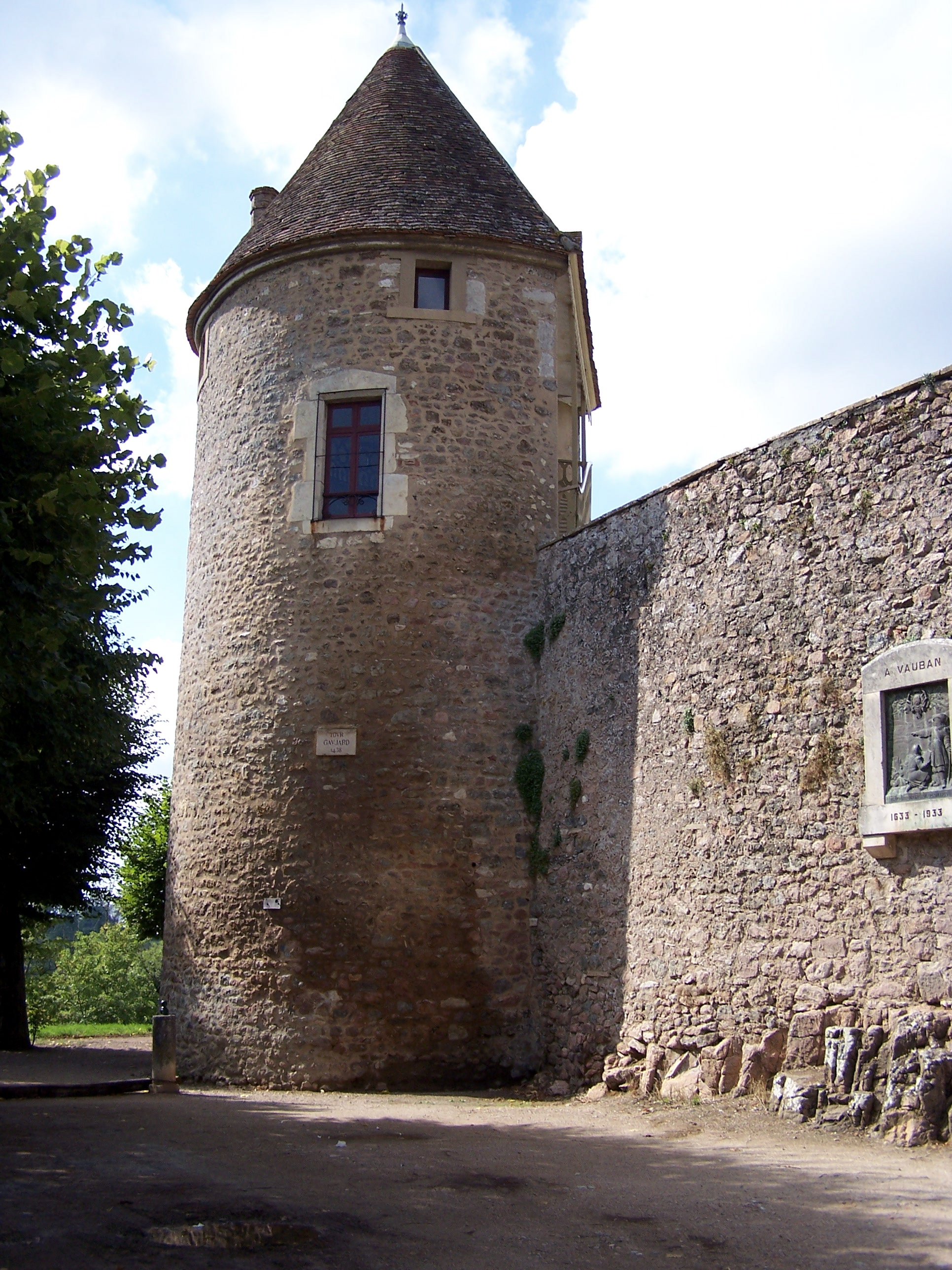
Tour Gaujard, 1438.
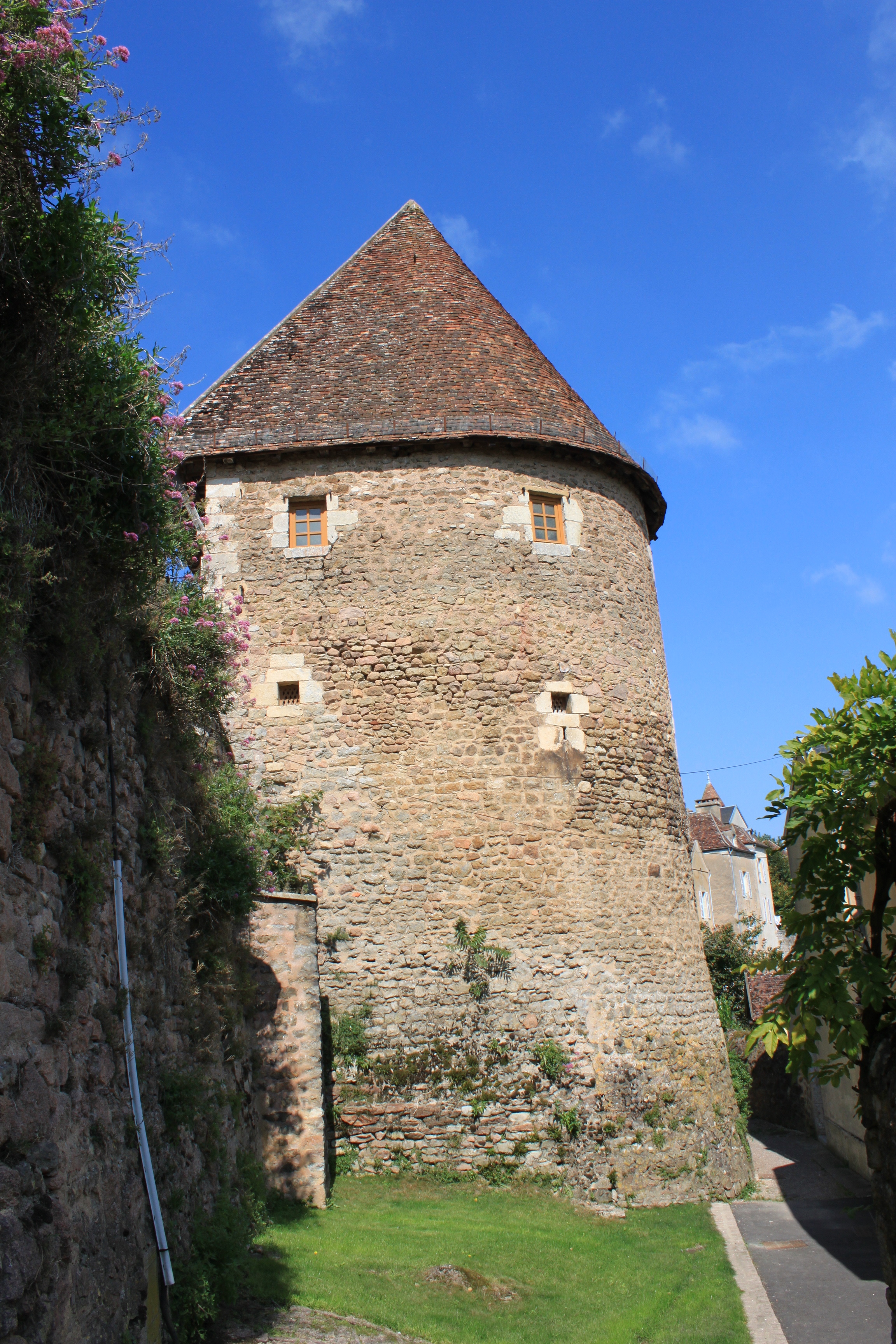
Tour de l'Escharguet, 1522.
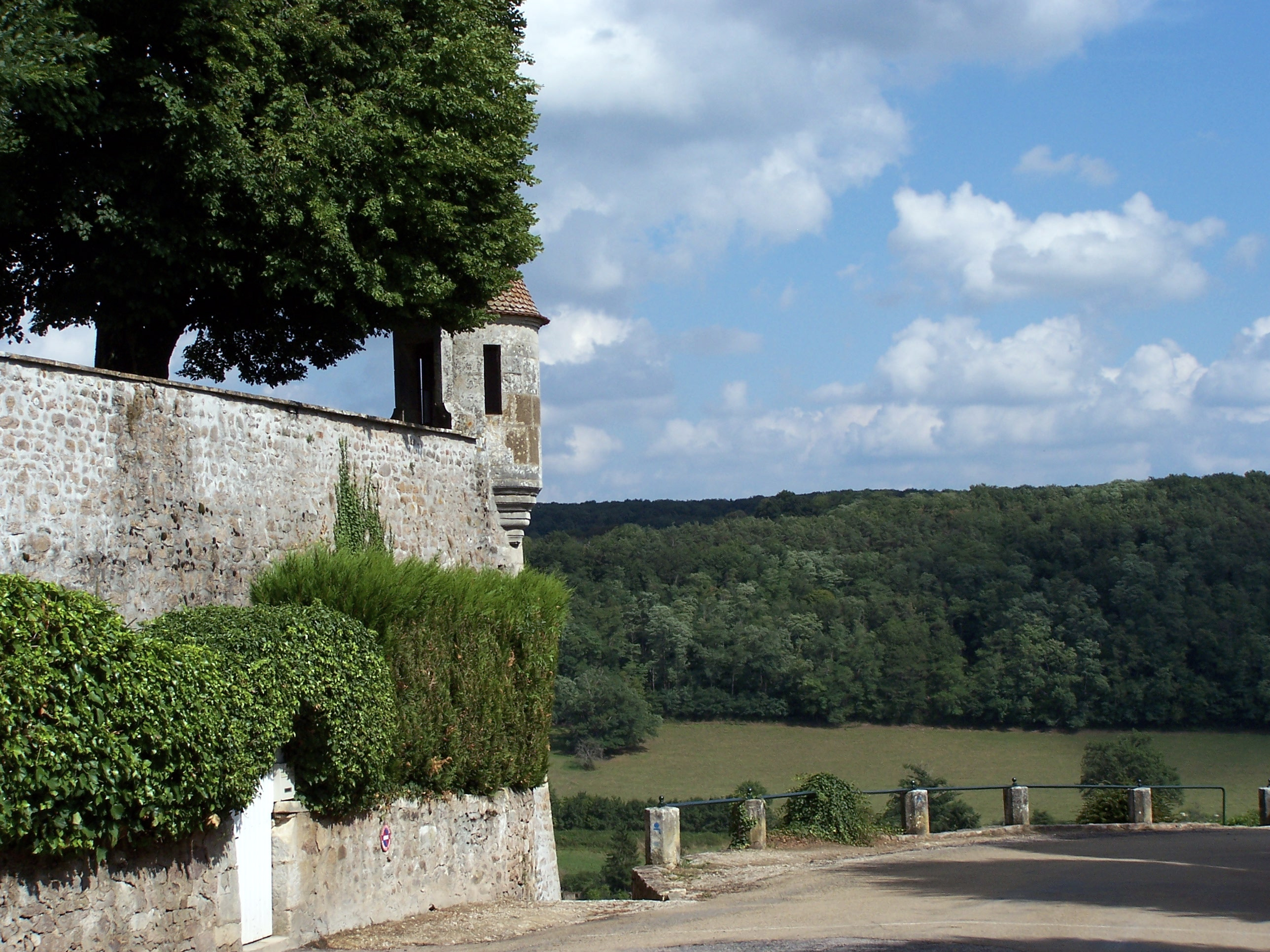
Bastion de la Petite-Porte, 1590.
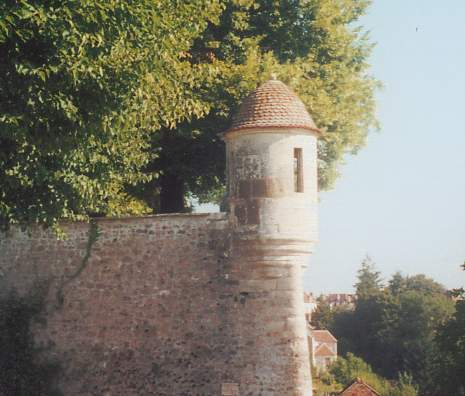
Guérite.

- Tour Beurdelaine

Une tour est construite en 1404 sur demande de Jean Sans Peur, duc de Bourgogne. Au cours du Moyen Âge, elle porte plusieurs dénominations : tour Beurdelaine, tour Braudelaine, mais aussi tour du Magasin. Puis, elle sert de dépôt d'artillerie après sa rénovation en 1435. L'avant dernière rénovation date de la décennie 1860 lui faisant perdre son statut défensif. Sa dernière rénovation  commence en février 2019.

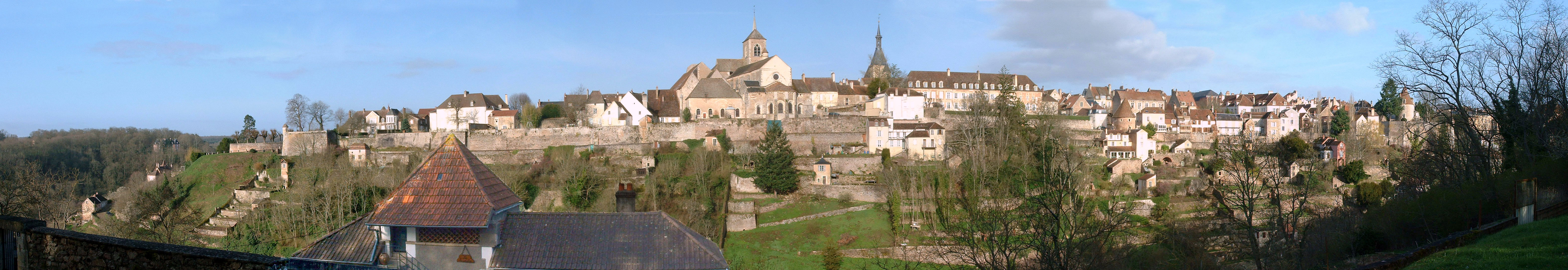
Avallon et la collégiale Saint-Lazare depuis les Chaumes.

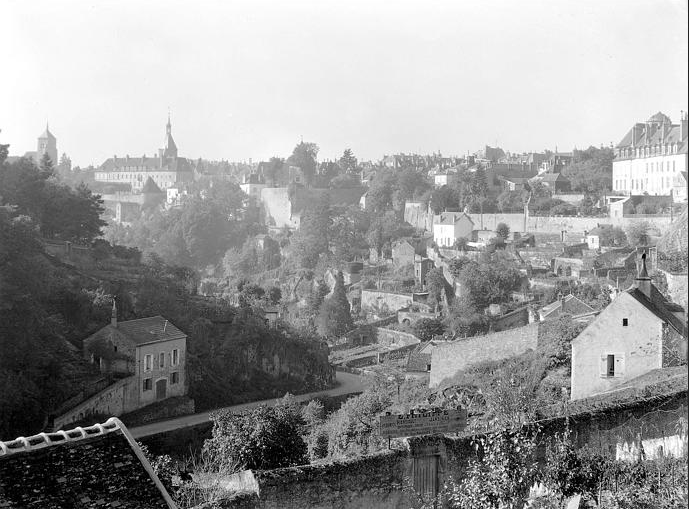
Avallon photographiée par Georges-Louis Arlaud depuis les Chaumes en 1925.

- Panorama

### Équipements culturels
- Musée de l'Avallonnais[67]
- Musée du costume, 6 Rue Belgrand ; créé par les sœurs Carton[68],[69]
- Grenier à sel
- Atelier de verrerie d'art
- Salles Saint-Pierre et la fabrique
- Les abattoirs
- Galerie du Mouton Bleu

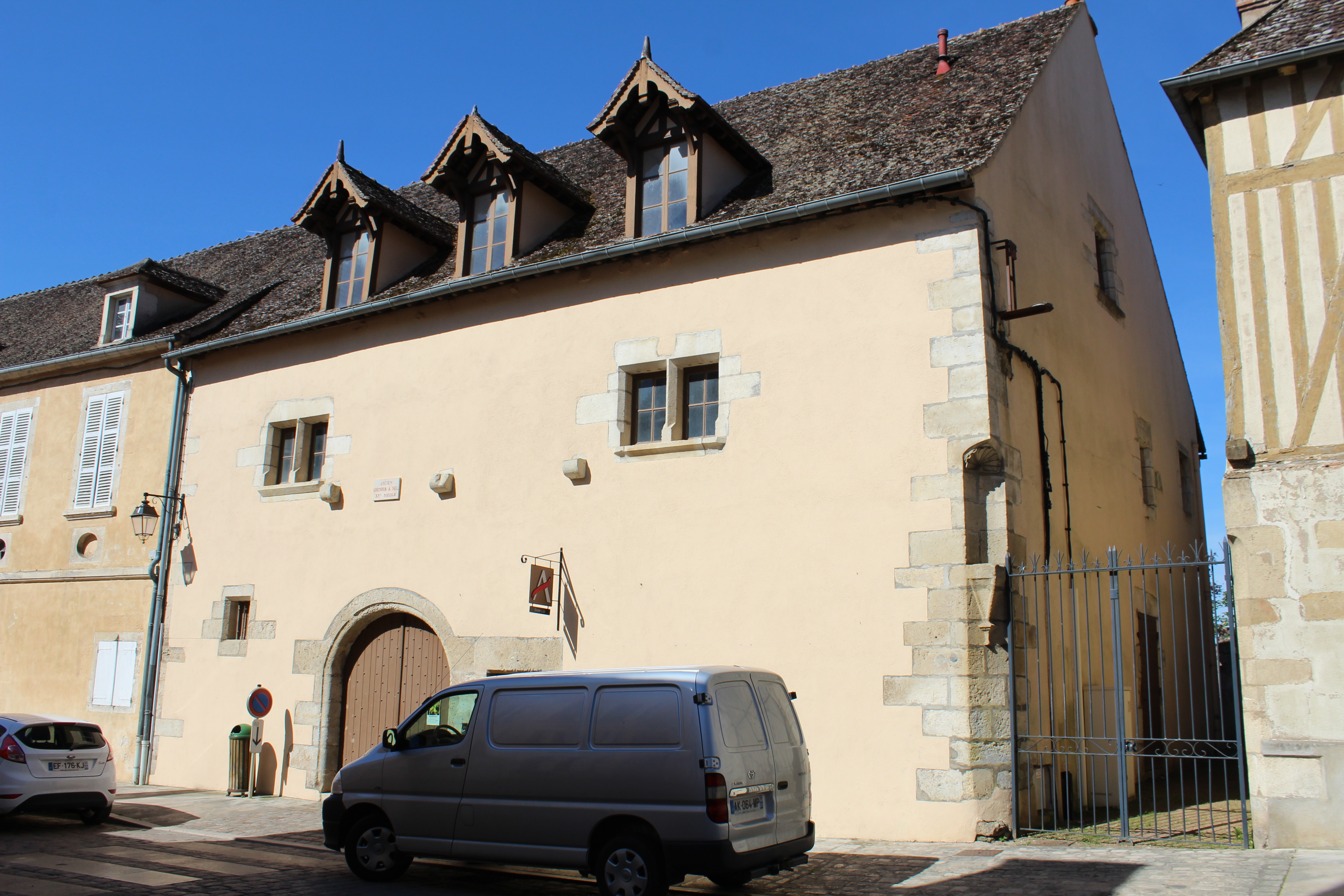
Ancien grenier à sel.
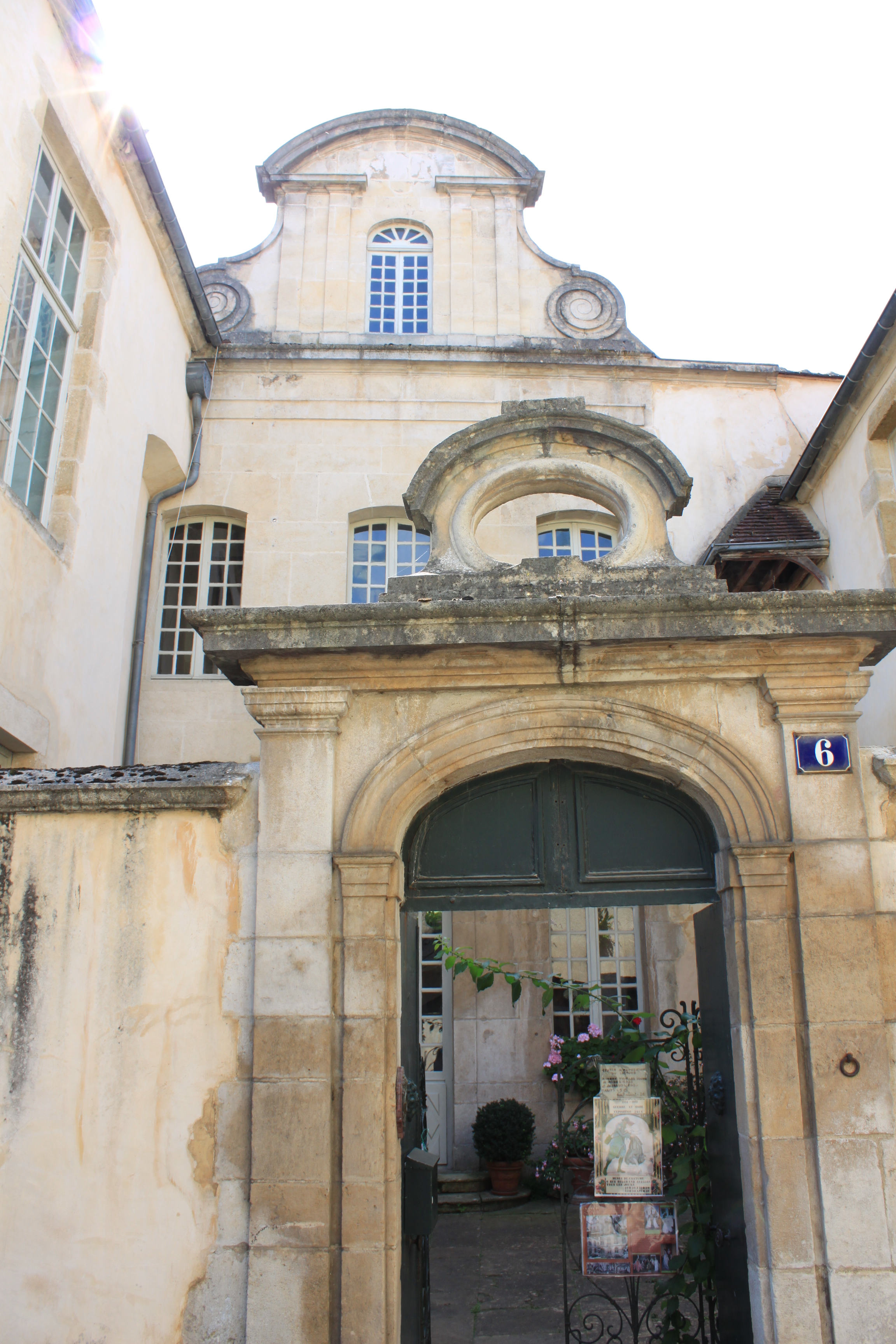
Musée du costume.

### Cinéma
Un certain nombre de films et téléfilms ont été tournés à Avallon. Parmi ceux-ci on peut citer :
- Le Capitan d'André Hunebelle en 1960 ;
- Mon oncle Benjamin d'Édouard Molinaro en 1969 ;
- La Révolte des innocents, téléfilm de Philippe Niang en 2018[70].

### Personnalités liées à la commune
- Sébastien Le Prestre (1633-1707), marquis de Vauban, maréchal de France.
- Jeanne-Marie Leprince de Beaumont (1711-1776), écrivaine, auteure de la Belle et la Bête, morte à Avallon.
- Simon Pfaff de Pfaffenhoffen (1715-1784), baron allemand, sculpteur et ébéniste, mort à Avallon.
- Jules-David Cromot du Bourg (1725-1786), surintendant des finances et bâtiments de Monsieur, né à Avallon.
- Jean-Edme Boilleau (1738-1814), député de l'Yonne au Conseil des Cinq-Cents, né et mort à Avallon.
- Antoine Vestier (1740-1824), peintre miniaturiste et portraitiste est né à Avallon le 27 avril 1740.
- Charles-Yves Cousin d'Avallon (1769-1840), homme de lettres, polygraphe satirique, auteur d'anas, né à Avallon.
- Louis Nicolas Davout (1770-1823), maréchal d'Empire.
- François Louis Boudin de Roville (1772-1838), général d'Empire, né à Avallon.
- Pierre Joseph Habert (1773-1825), général d'Empire, né à Avallon.
- Jean-Marie Caristie (1775-1852), ingénieur en chef des Ponts-et-chaussées qui a participé à l’expédition d'Égypte avec Napoléon Bonaparte, né et mort à Avallon.
- Jean-Edme Michel Auguste Raudot (1775-1832), député de l'Yonne de 1815 à 1816 et de 1824 à 1831. Maire d'Avallon, né et mort à Avallon.
- Auguste François Jean Finot (1782-1846), homme politique né et mort à Avallon, député de l'Yonne de 1831 à 1832.
- Auguste Caristie (1783-1862), architecte prix de Rome, né à Avallon.
- Félicie Tiger (1820-1890), peintre, née à Avallon.
- Étienne Henri Garnier, homme politique né le 27 avril 1822 à Avallon (Yonne) et décédé le 20 août 1890 à Paris (1er arrondissement).
- Charles Marie Gabriel Cousin (1822-1894), bibliophile, grand-maître du Grand Orient de France en 1883, né à Avallon.
- Ernest Cœurderoy (1825-1862), docteur, écrivain et anarchiste, né à Avallon.
- Robert Vallery-Radot (1885-1970), poète, écrivain et journaliste, ami de François Mauriac et de Georges Bernanos, qu'il recevait régulièrement dans son château des Alleux.
- Robert Prévost (1893-1967), peintre aquarelliste, né et décédé à Avallon.
- Paul Baudoin (1894-1964), architecte, restaurateur de l’église Saint-Lazare, fondateur du Musée historique.
- Jean Després (1889-1980), orfèvre.
- Bernard Ferrand (1900-1944), aumônier à l'école Jeanne-d'Arc, arrêté le 22 septembre 1943 à Avallon, écrivain-combattant mort pour la France.
- Henri Petit (1900-1978), écrivain né à Avallon.
- Gaston Chaissac (1910-1964), peintre, écrivain et poète, né à Avallon.
- Max-Pol Fouchet (1913-1980), critique d'art, homme de télévision, écrivain et poète, mort à Avallon.
- Jean Chamant (1913-2010), ministre des transports en 1967-69, puis 1971-72.
- Anne-Marie Soulac (1918-1983), femme de lettres, née à Avallon.
- François Dagognet (1924-2015), philosophe, mort à Avallon.
- Étienne Balibar (°1942-), philosophe, né à Avallon.
- Alain Lipietz (°1947-), économiste, député européen ; et Hélène Lipietz, ancienne avocate en droit public et ancienne sénatrice écologiste de Seine et Marne, sont descendants d'Avallonnais, Hélène Lipietz y habite à nouveau.
- Bryan Mbeumo (°1999-), footballeur, né à Avallon.
- Jean-François Kahn (1938-2025), journaliste et essayiste, mort à Avallon.

### Héraldique

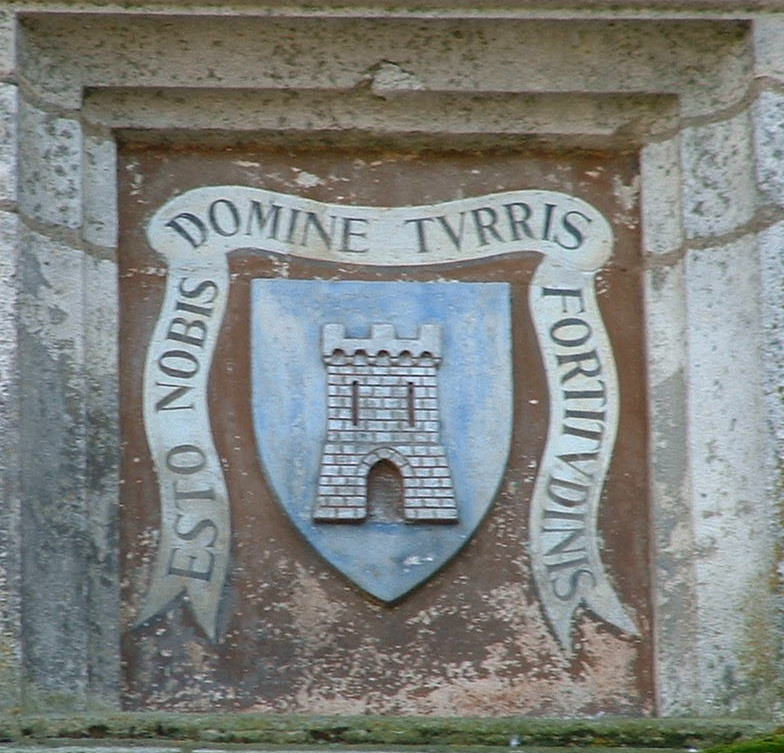
Devise et blason (Tour de l'Horloge).

| Blason | Blasonnement : D'azur à une tour d'argent maçonnée de sable. Commentaires : La devise d'Avallon est Esto nobis, Domine, turris fortitudinis (Soyez pour nous, Seigneur, la plus forte des tours !) |

#### Articles de presse
- Ambroise Challe, « Le siège d’Avallon en 1433 », Bulletin de la Société des Sciences Historiques et Naturelles de l'Yonne, vol. 11,‎ 1857, p. 336-354 (lire en ligne, consulté le 7 août 2020). .
- Myriam Déborde, « Trois vestiges des travaux de Belgrand », Yonne républicaine,‎ 23 juillet 2020, p. 14. .
- Henri Villetard, « Un document sur la vie paroissiale au XVIe siècle - Le terrier-censier de Saint-Julien d'Avallon », Annales de Bourgogne, t. 19, no 75,‎ 1947 (lire en ligne, consulté le 7 août 2020). .
- H. V., « Au temps où Avallon devait se défendre », L'Yonne républicaine,‎ 23 novembre 2012 (lire en ligne, consulté le 13 mars 2019). .
- H. V., « L’école était jadis un couvent », L'Yonne républicaine,‎ 11 avril 2014 (lire en ligne, consulté le 20 février 2019). .
- « Édition du 26 août 2015 », L'Yonne républicaine,‎ 2015
- « Une délégation de la ville de Saku était à Avallon hier : 42 ans d'un riche jumelage », Yonne républicaine,‎ 19 mai 2018 (lire en ligne, consulté le 27 mai 2018). .
- Pierre de la Tour d'Auvergne, Le musée du costume d'Avallon (une grande leçon d'histoire), article paru dans la revue « Pays de Bourgogne » n° 177, septembre 1997.